# Signalisation ferroviaire du métro de Paris

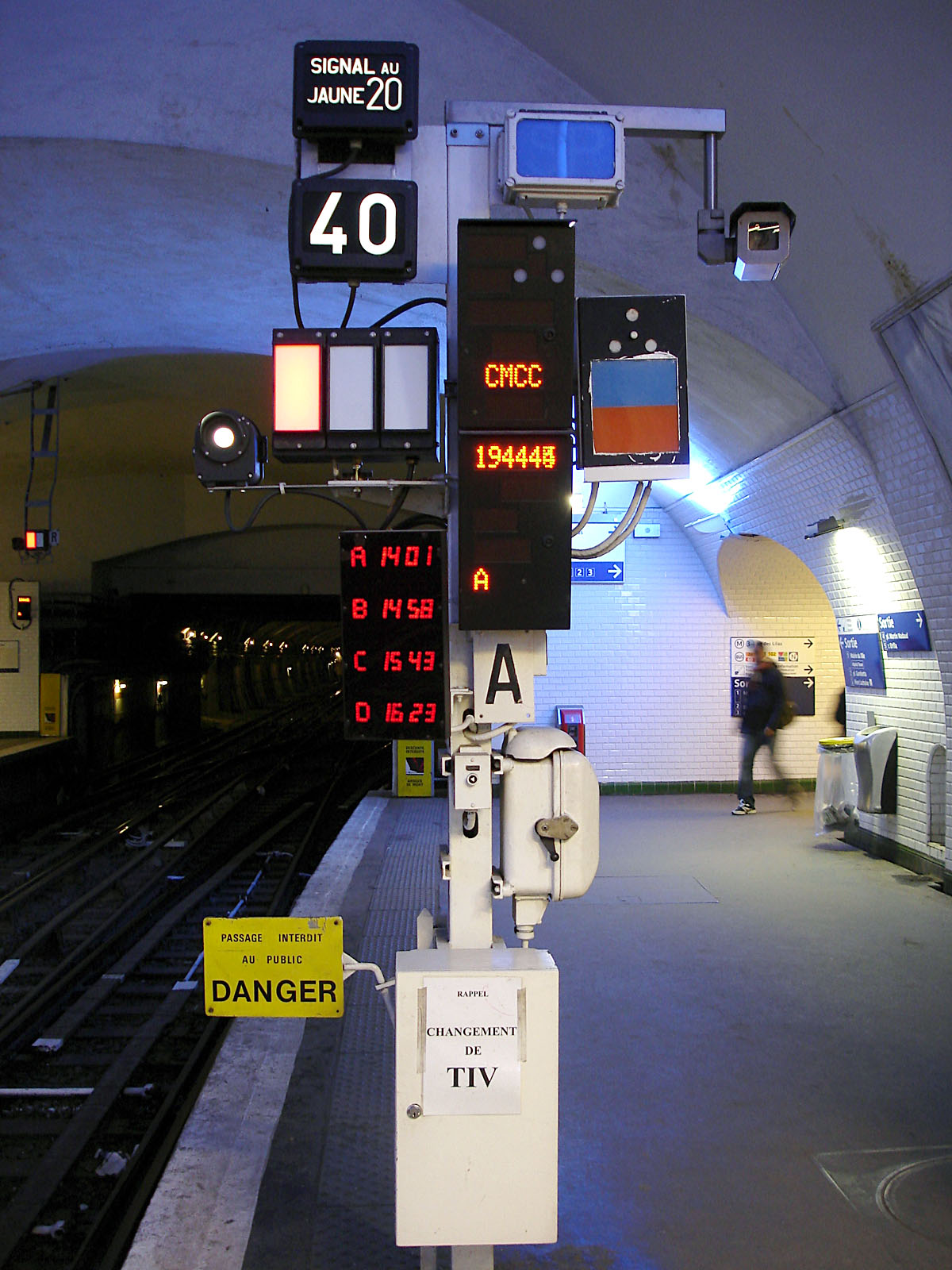
Mat de signalisation en station, à Gambetta.

La signalisation ferroviaire du métro de Paris est un système adapté à l'intensité du trafic et à la densité de circulation. Il doit être parfaitement fiable afin d'assurer la sécurité des convois et fonctionner avec la plus grande régularité possible. Dès les origines, le principe de protection des trains par deux signaux fermés successifs est adopté, pour éviter au maximum les rattrapages. Plusieurs systèmes se sont succédé en un peu plus d'un siècle d'existence, du block automatique système Hall des années 1900 au système d'automatisation de l'exploitation des trains (SAET) du XXIe siècle.

## Histoire

### La signalisation Hall

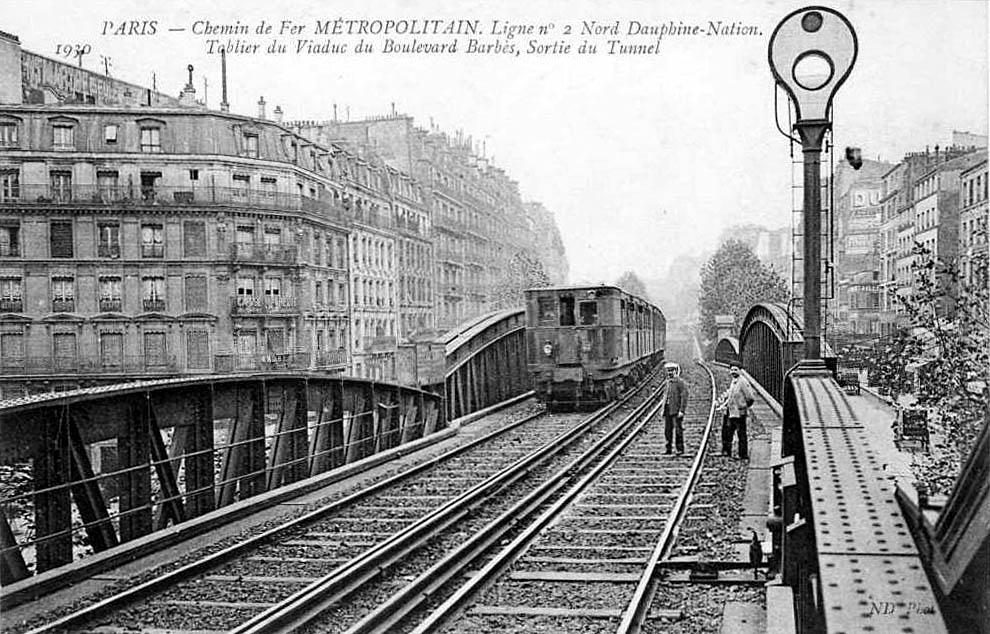
Un « banjo » Hall sur la ligne 2. On distingue sur la voie la pédale qui actionne le signal.

Dès l'ouverture de sa première ligne de métro en 1900, la Compagnie du chemin de fer métropolitain de Paris (CMP) équipe la ligne d'une signalisation destinée à prévenir le rattrapage des rames. Cette signalisation, nommée Hall, provient des États-Unis où elle a fait ses preuves. À l'époque, elle était considérée comme simple et efficace, malgré son fonctionnement mécanique complexe. Les signaux Hall sont composés de deux feux :
- un feu blanc pour indiquer une voie libre ;
- un feu vert pour indiquer l'arrêt.

Le principe du système Hall, peu différent de celui que nous connaissons aujourd'hui, repose sur la protection des trains par deux signaux à l'arrêt encadrant une section (canton) tampon.
Une boîte carrée est percée de deux feux disposés en diagonale : un feu blanc et un feu vert. Un disque en aluminium, actionné par un relais alimenté par une batterie de douze piles de 0,8 volt en série, occulte l'un ou l'autre des feux. À l'intérieur de la boîte, se trouve une série de cinq lampes de 110 volts, allumées en permanence. En l'absence d'alimentation, le signal présente le feu d'arrêt. Le passage des roues des trains actionne une pédale placée contre la voie. La pédale, reliée au relais du signal par le biais d'une tige, met ce signal à l'arrêt (feu vert), met le signal amont à voie libre (feu blanc) et laisse le signal précédent à l'arrêt (feu vert). Un train doit par conséquent franchir deux signaux verts à la suite pour rattraper le train qui le précède, ce qui réduit les risques de rattrapages et d'accidents. Afin d'amortir le choc dû au passage rapide des bandages de roues sur les pédales, la tige est solidaire d'un disque, qui se déplace dans un cylindre fermé, la compression de l'air freinant les mouvements de la tige. Les signaux se situent en principe à l'entrée et à la sortie de chaque station, ainsi que dans l'interstation, lorsque celle-ci est particulièrement longue.
Cependant, les signaux d'arrêt vert restent permissifs, c'est-à-dire qu'ils n'interdisent pas aux trains le franchissement du signal. Cette permissivité entraîne rapidement des accidents, comme entre Champs-Élysées et Concorde, le 19 octobre 1900, en raison de l'interprétation abusive de cette signalisation. Le système Hall est finalement supprimé et les feux verts se muent en feux rouges d'arrêt absolu, qui ne sont franchissables que sur un ordre écrit du chef de train, à une vitesse maximale de 10 km/h et uniquement à titre exceptionnel.

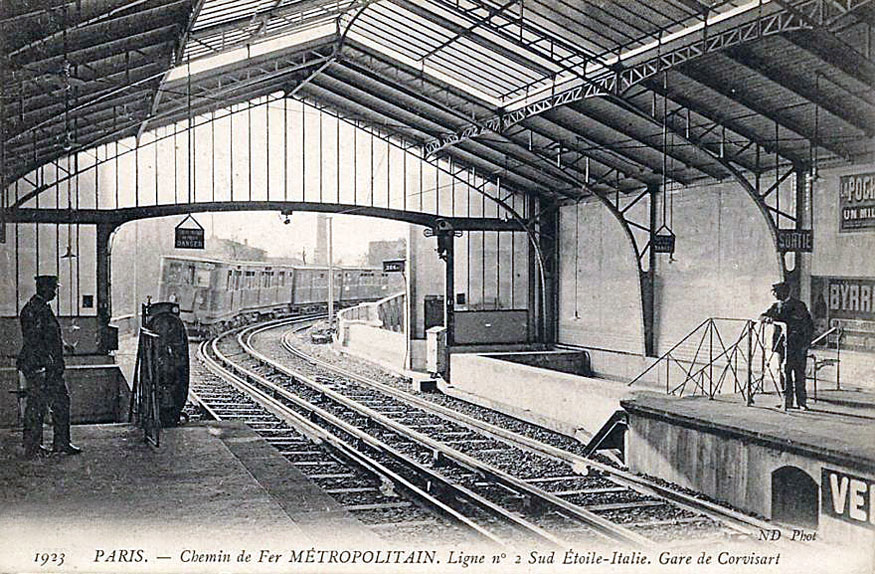
Un sémaphore Hall à la sortie de la station Corvisart sur la ligne 2 Sud, actuelle ligne 6.

Parallèlement, la CMP installe dans chaque station des témoins de franchissement intempestif des signaux fermés, dont les chefs de stations doivent ensuite informer l'encadrement de la ligne pour d'éventuelles sanctions. Ce système fait retentir une sonnerie dans la station suivante en cas de franchissement d'un signal d'arrêt. Cette sonnerie ne peut être arrêtée que par le biais d'un interrupteur, placé dans un coffret plombé, actionné par le chef de station.
Sur la ligne 2, la CMP installe un système équivalent, mais avec des signaux fermés (feu rouge) par défaut. Les signaux ne s'ouvrent qu'à l'approche du train si toutes les conditions de sécurité sont remplies. Ce système permet au conducteur de mieux distinguer les signaux de l'éclairage, ceux-ci passant du rouge au blanc à l'approche de sa rame.
Des signaux de forme spécifique, surnommés « banjos », sont installés à la station extérieure Bastille sur la ligne 1, tout comme sur le tronçon aérien de la ligne 2 Nord (ligne 2 actuelle). Sur la ligne 2 Sud (actuelle ligne 6), les sections aériennes sont équipées de sémaphores, similaires à ceux des chemins de fer, le plus souvent positionnés sur des passerelles enjambant les voies.
Le système Hall équipe les lignes 1, 2 et 3 avant d'être abandonné en raison de son fonctionnement jugé délicat, peu fiable et onéreux, notamment en raison de la présence d'éléments mécaniques fragiles et difficiles à régler. Le fonctionnement de la pédale demande en effet une surveillance constante, le fléchissement de la traverse pouvant modifier la position du levier par rapport au rail. Par ailleurs, les piles des boîtiers demandent des changements fréquents, nécessitant l'emploi d'une abondante main d'œuvre spécialisée.

### Les blocks automatiques Métro
À partir de 1906, la CMP adopte un nouveau système de signalisation appelé block automatique Métro. La grande nouveauté de ce système tient dans la détection des rames au moyen de barres de rails longs de cinq à six mètres placés à l'opposé du rail d'alimentation. Les motrices des trains possédant des frotteurs de chaque côté, les frotteurs inactifs du train mettent ces barres sous tension à leur passage déclenchant alors les contacteurs des signaux. Ce système permet de substituer des commandes électriques aux commandes mécaniques : il met fin à la présence des pédales et de leur fragile timonerie, et permet aux signaux d'être directement alimentés par le courant de traction, évitant ainsi l'emploi de piles.
Les blocks automatiques Métro sont composés de deux feux verticaux à lentilles, dont seul le feu supérieur est actif. L'autre est là en secours : il peut être allumé par un interrupteur de « rallumage » en cas d'extinction du feu supérieur. Le feu est rouge par défaut, mais lorsque la voie est libre, un feu blanc s'allume devant le feu rouge, masquant celui-ci et indiquant la voie libre.
Ce système équipe toutes les lignes mises en service de 1906 à 1921, soit les lignes 4 à 8, en lieu et place du système Hall. Afin d'unifier la signalisation, il se substitue au système Hall sur les lignes 1 à 6 de 1916 à 1918.

### La signalisation du Nord-Sud
La Société du chemin de fer électrique souterrain Nord-Sud de Paris ou « Nord-Sud » utilise dès sa création en 1911 un système de block automatique par circuit de voie à courant continu sous faible tension. Reprenant la protection des trains par deux feux rouges en aval, dont le principe était admis, la signalisation Nord-Sud innove en autorisant l'entrée des trains en station alors même que la section aval du train précédent n'est pas complètement libérée, jetant ainsi les bases du signal d'entrée permissif toujours en vigueur aujourd'hui.
Le block Hall comme le block Métro sont des systèmes à impulsion de courant, exigeant l'autoalimentation de relais. Cette complication provoque parfois des ratés de fonctionnement qui poussent le Nord-Sud à concevoir un système différent, plus fiable. Un des rails de roulement est découpé au droit de chaque signal par un joint isolé, créant des cantons électriquement distincts. L'autre rail de roulement est utilisé pour le retour du courant de traction ainsi que pour la signalisation. Chaque circuit de voie ainsi formé est relié aux deux pôles d'une batterie, qui alimente un relais de voie mettant le signal à voie libre.
Le signal d'entrée en station comporte trois feux, rouge, vert et blanc. Un feu vert accompagné d'un tableau indicateur de vitesse autorise les trains à pénétrer en station à vitesse réduite dès que le train précédent a dégagé le signal de sortie de la station.
Le signal de sortie comporte également trois feux, mais présente deux feux rouges et un feu blanc. Si le train précédent se situe dans la section tampon suivant directement la station, le signal en sortie de station présente deux feux rouges, puis un seul feu rouge une fois ce train dans la section suivante. Une fois deux sections libérées, le signal de sortie passe au feu blanc de voie libre. La signalisation Nord-Sud est à voie normalement fermée, tous les signaux demeurant au rouge en l'absence de train.
Lors du rattachement en 1932 des deux lignes du Nord-Sud au réseau de la CMP, sous les indices 12 et 13, cette signalisation est transformée.

### Les blocks à circuits de voie double rail

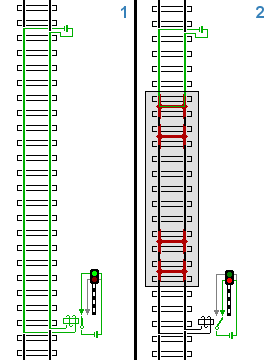
Principe du circuit de voie.

À la fin de la Première Guerre mondiale, avec l'accroissement du trafic, la CMP cherche à réduire l'intervalle minimum entre les trains. Elle entreprend donc de moderniser sa signalisation pour la rendre plus performante. Prenant exemple sur la signalisation Nord-Sud, elle adopte un système de block à circuits de voie double rail.
Si ce système s'inspire directement du Nord-Sud, il abandonne en revanche l'alimentation des relais par piles, ceux-ci étant alimentés par un courant alternatif de 25 périodes. Dans ce système, la voie est découpée en cantons isolés, constituant autant de circuits de voie. Chacun de ces circuits est alimenté à son extrémité aval en courant alternatif, entre phase et neutre. Le circuit est relié en amont à un relais de voie, alimenté par le courant circulant dans les rails. Lorsqu'un train atteint un canton, la rame court-circuite les deux files de rails. Le relais n'étant plus alimenté, le signal passe à l'arrêt. Les rails de roulement assurent le retour du courant de traction : pour cette raison, les joints isolés sont shuntés par des connexions inductives, qui laissent passer le courant continu mais non le courant alternatif.
Tout comme le système Nord-Sud, le système de la CMP présente une plus grande sécurité que les systèmes antérieurs à impulsions. Hormis le cas spécifique des entrées en station, il impose toujours un canton libre faisant office de tampon entre chaque rame. En effet, si la rame met à l'arrêt le signal qu'elle franchit, elle ne débloque par pour autant le signal « antéprécédent », ce dernier n'étant débloqué que par le passage du dernier essieu du convoi.
L'impossibilité technique d'arrêter les trains en cas de franchissement d'un signal fermé fait garder le principe de la section tampon. Toutefois, s'inspirant toujours du Nord-Sud, la CMP adopte des signaux d'entrée en station présentant trois feux, permettant une entrée permissive d'une rame pour augmenter le débit de la ligne. Avec ce système de signalisation, la CMP opte, après quelques hésitations, pour un fonctionnement avec signaux normalement ouverts. Les feux restent verts par défaut en l'absence de train.
Le système est expérimenté sur la ligne 9 à partir de novembre 1922, lors de sa mise en service entre Exelmans et Trocadéro. L'accord obtenu du service du contrôle des voies ferrées permet l'installation de cette signalisation sur les lignes nouvellement construites. Les anciennes lignes sont ensuite progressivement transformées, en commençant par celles nécessitant un resserrement des intervalles face à l'affluence croissante de voyageurs.
Par précaution, quelques améliorations de détail sont apportées en 1928. En particulier, un doublement des relais est installé pour pallier tout « collage » des contacts en position haute, provoquant le maintien en position ouverte d'un signal qui devrait normalement être fermé. Le collage simultané de deux relais étant hautement improbable, cette sécurité permet d'éviter presque totalement les incidents de fonctionnement.
La ligne 1 est totalement rééquipée en 1924, suivie des lignes 3, 4 et 7 de 1925 à 1927. Ces quatre lignes sont transformées à nouveau en 1930 et 1931 avec un block à double-relais. Suivent les lignes A et B du Nord-Sud, respectivement en 1931 et 1932, nouvellement intégrées au réseau de la CMP sous les indices de ligne 12 et 13, enfin les lignes 2, 5 et 6 de 1934 à 1942.

### L'adoption du code Verlant
En 1949, la RATP, reprend l’exploitation du réseau nationalisé. Il apparaît alors nécessaire de renouveler la signalisation, dont une partie des installations date de près de trente ans. À partir de 1950, l’alimentation des feux est modifiée, comme préalable à toute modernisation. Puis en mars-avril 1955, la RATP adopte le Code Verlant, devenu une norme internationale, avec la couleur des signaux toujours utilisée aujourd’hui. Les feux verts indiquant une voie libre avec ralentissement sont remplacés par des feux jaune-orangé et les feux blancs de voies libres laissent place à des feux verts, empêchant ainsi toute confusion avec un éclairage ne faisant pas partie de la signalisation.

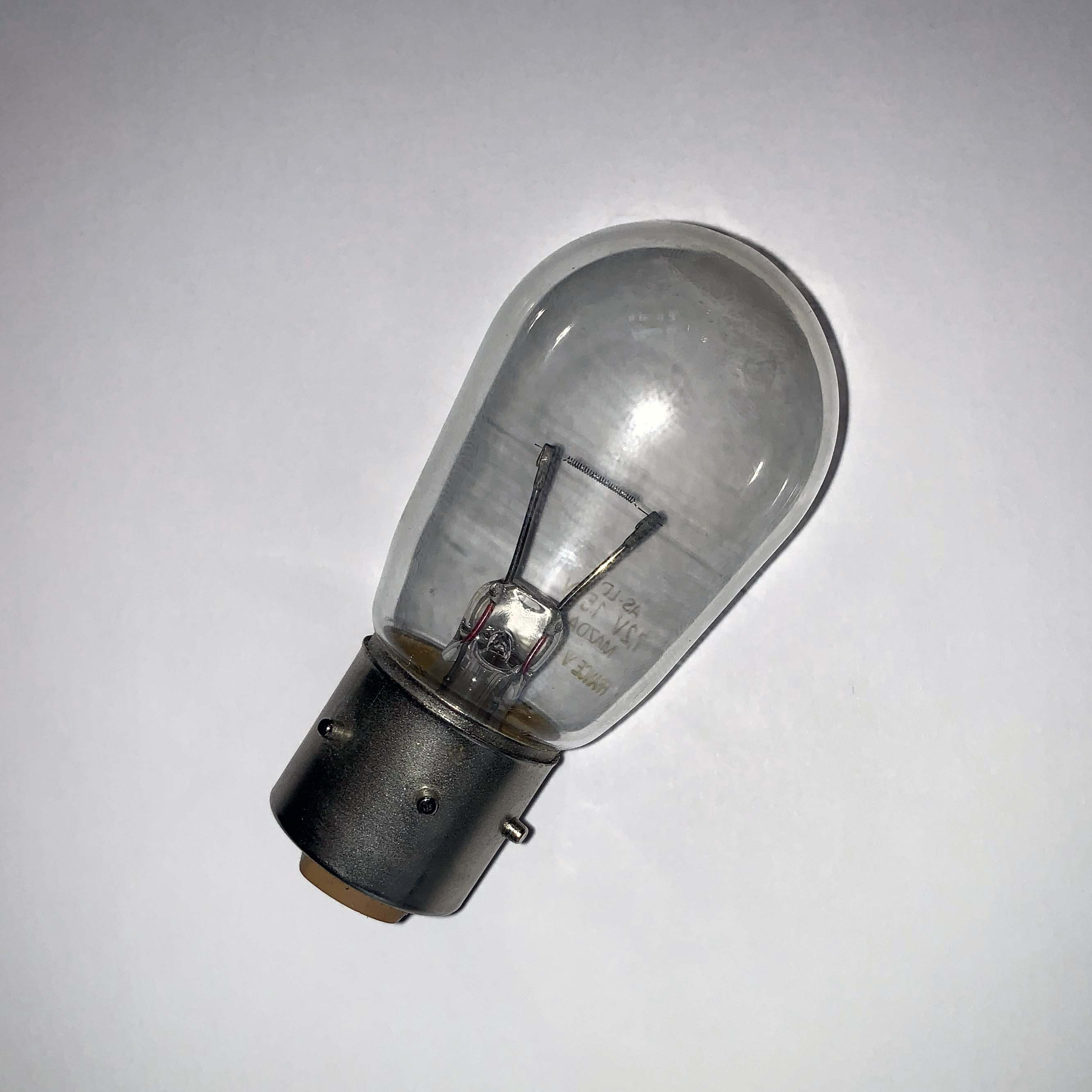
Ampoule à incandescence « Ba21S4 » (7,2 V) de signalisation du métro de Paris à 4 plots détrompeurs (Baïonnette).

Néanmoins, le remplacement du blanc par le vert ne permet plus de conserver la disposition des signaux comportant une lampe rouge allumée en permanence. De plus, pour des raisons historiques de sécurité, le repère de signal et la lampe rouge sont alimentés par deux sources différentes. Or, la lampe rouge du signal est reliée au système d’éclairage 600 volts de tunnel, et non au courant de signalisation, tandis que le repère du signal et la lampe blanche sont alimentés par le courant de signalisation. Ce montage présente l'inconvénient de mélanger deux tensions différentes dans un même système de signalisation. Un nouveau montage est en conséquence réalisé, où chaque compartiment des signaux de block est affecté à une couleur déterminée : le feu vert se positionne en haut, et le rouge en bas. Les lampes deviennent toutes incolores, la couleur étant donnée par un écran translucide placé derrière la lentille de chaque feu. Ces dernières sont alimentées par un circuit dédié à la signalisation en courant alternatif à 125 volts, rabaissé ultérieurement à 7,2 volts continu à l’entrée de la boîte à feux. Le repère du signal passant lui sur le circuit d’éclairage du tunnel. Enfin, le doublement des relais est abandonné au cours de cette transformation, les progrès accomplis dans la construction des relais ne le justifiant plus. Ce système est celui présent à l’heure actuelle sur la totalité des lignes du métro de Paris où il n’a pratiquement pas évolué.

### Les débuts de la signalisation de manœuvre

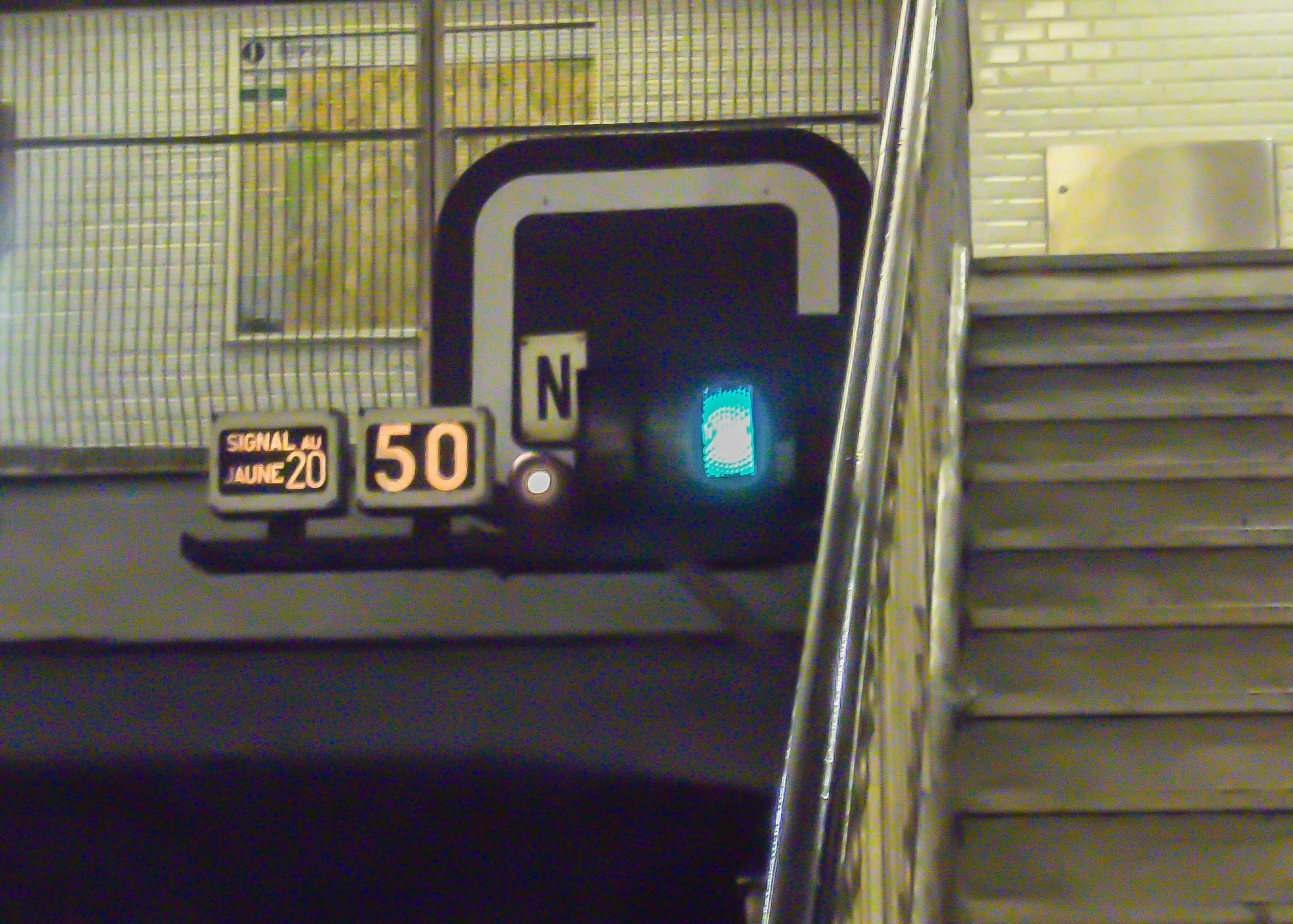
Signal de manœuvre à la station Lourmel, sur la ligne 8. Ce signal peut être franchi à 50 km/h s'il est allumé au vert, et à 20 km/h au jaune (en raison de l’accès aux ateliers de Javel en voie déviée). L'œilleton est éteint si aucun itinéraire n’a été tracé, et allumé dans le cas contraire (celui-ci peut donc être allumé bien que le signal soit au rouge). Dans cet exemple, le signal joue également le rôle d’un signal de sortie.

La CMP se préoccupe très tôt de la signalisation de manœuvre en terminus. Si les premiers terminus en boucle ne présentent pas de demandes de manœuvres compliquées, la CMP protège néanmoins ces dernières à l'aide de signaux carrés présentant des feux rouges, verts et blancs commandés par un agent responsable des manœuvres. Les aiguilles sont actionnées via des leviers.
C'est à Nation, au terminus de la ligne 2, qu'un premier essai d'aiguille motorisée est effectué afin d'envoyer alternativement les trains vers les deux voies encadrant un quai central, avant que ne soient équipées la boucle d'Auteuil, les stations Porte de Versailles et Porte de Saint-Cloud. C'est en 1911, à l'entrée de la station Louis-Blanc, que l'on installe le premier aiguillage motorisé automatique. Il permet d'envoyer les trains alternativement vers Porte de la Villette et Pré-Saint-Gervais.
Avec la complexité grandissante des terminus du réseau et le perfectionnement de la technologie des commandes à distance, l'emploi de signaux de manœuvre se généralise sur le réseau. Alors qu'un signal de block pouvait cohabiter sur un même lieu avec un signal de manœuvre et afficher des indications contradictoires particulièrement dangereuses, la RATP, dans de tels cas, ne laisse subsister, à partir des années 1950, que le signal de manœuvre, qui fait alors également office de signal d'espacement. Un feu vert indique la voie libre ; un feu rouge indique une voie occupée en espacement, ou un itinéraire non autorisé en manœuvre. Des signaux complémentaires indiquent la position d'un appareil de voie ainsi que son verrouillage.

### Une informatisation progressive

#### SAET pour les lignes automatiques
La construction de la ligne 14, entièrement automatique, à la fin des années 1990, oblige la régie à repenser son système de signalisation pour cette ligne. Les trains étant automatiques, les principes de base du cantonnement devaient être revus pour être adaptés aux possibilités offertes par l'informatique et les automatismes, afin de diminuer au maximum l'intervalle possible entre les trains. La signalisation de la ligne doit permettre à la fois la circulation de trains automatiques et de trains en conduite manuelle, la RATP pensant alors à l'utilisation du SAET pour l'automatisation de lignes manuelles existantes.

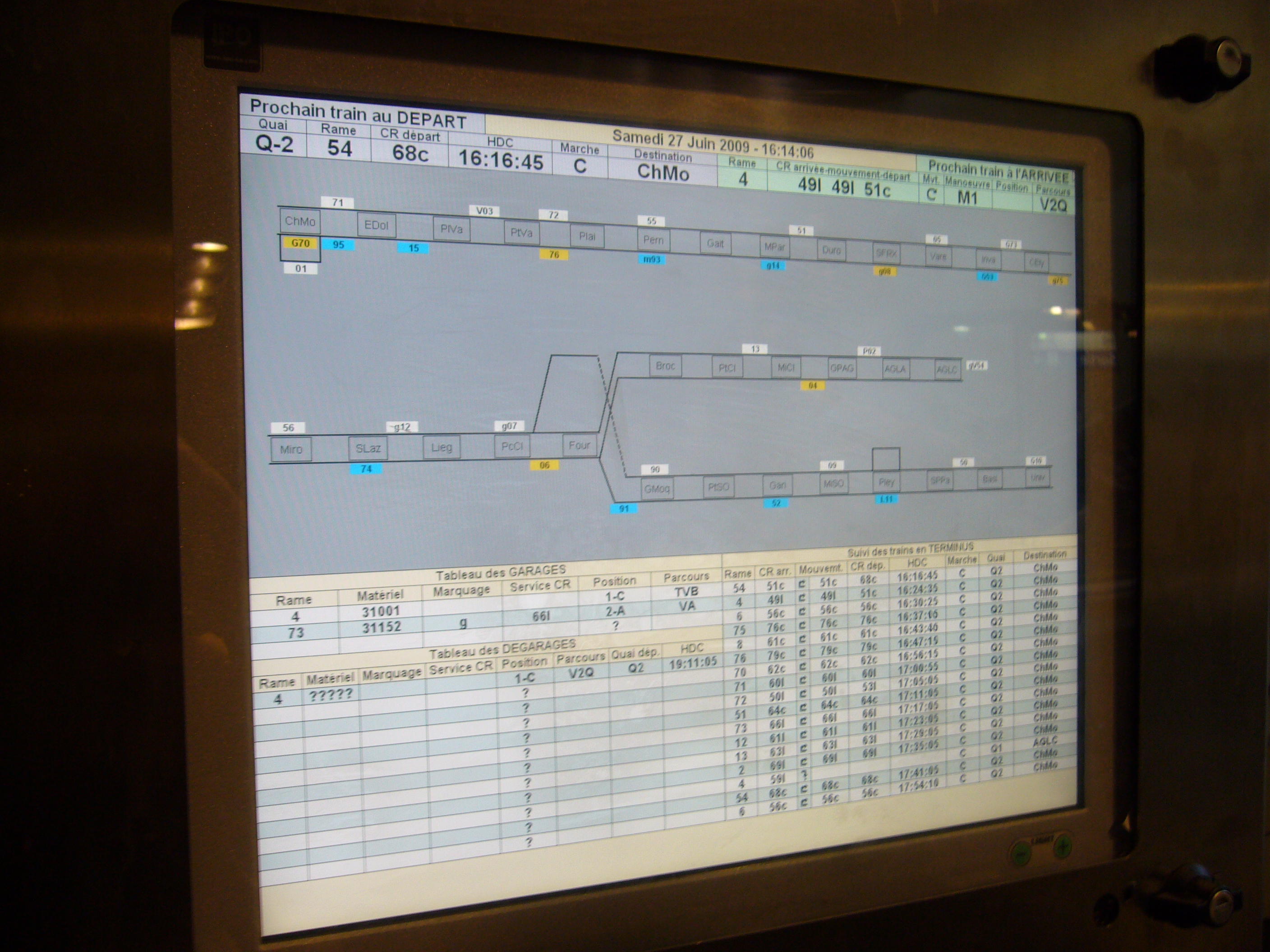
Console d'information exploitation (CIE) au terminus Les Courtilles de la ligne 13. Ces écrans sont présents aux terminus des lignes à PCC modernisés et permettent aux conducteurs de suivre les départs et arrivées des trains ainsi que leur position.

Pour les trains en conduite manuelle, une signalisation classique avec un canton fixe tampon, assurant l'espacement de sécurité entre les trains, a donc été prévue. En cas de non-respect de la signalisation par un train en conduite manuelle, celui-ci est sanctionné par le système de système ponctuel des signaux par balise SILEC.
Pour les trains automatiques, la RATP utilise pour la première fois sur son réseau métro la technique dite de « cantons fixes virtuels ». Ils sont fixes car ces derniers possèdent un point kilométrique d'entrée et de sortie prédéfinis ; ils sont virtuels car ils n'ont pas d'existence physique sur la ligne. Cela permet des optimisations permettant la réduction de l'espacement entre les trains.
La superposition de ces deux cantonnements permet la circulation mélangée de trains automatiques et manuels en toute sécurité. Ce principe de signalisation, propre au SAET, est celui qui équipe la ligne 14 et la ligne 1.

#### OCTYS et OURAGAN pour les lignes manuelles
Au début des années 2000, la RATP, constate le vieillissement de la signalisation latérale sur les lignes non automatiques, où celle-ci n'était plus capable de répondre aux contraintes d'exploitation en heure de pointe. Elle se penche alors sur la création d'un nouveau système de signalisation pour ces lignes. La solution retenue est le développement d'un système de cantons virtuels avec signalisation en cabine, similaire au système d'aide à la conduite, à l'exploitation et à la maintenance (SACEM) qui équipe la ligne A du RER. Déployé progressivement sur les lignes 3, 5, 9, 10, 12 et 13, ce nouveau système prend le nom d'OURAGAN, acronyme pour Offre urbaine renouvelée et améliorée gérée par un automatisme nouveau sur la ligne 13 et d'OCTYS sur les autres lignes.

## La signalisation lumineuse

### Généralités

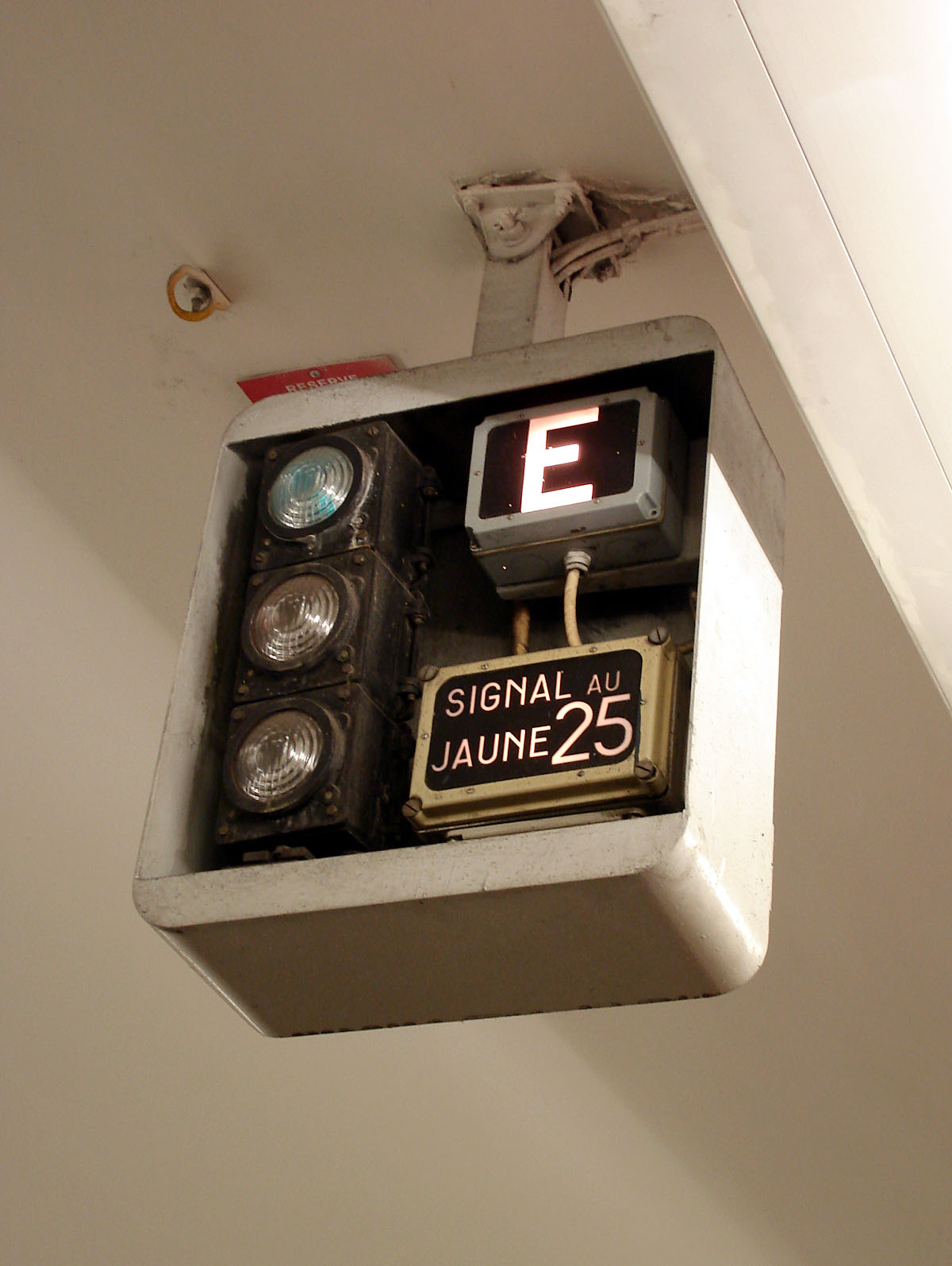
Signalisation d'espacement (E) en entrée de station.

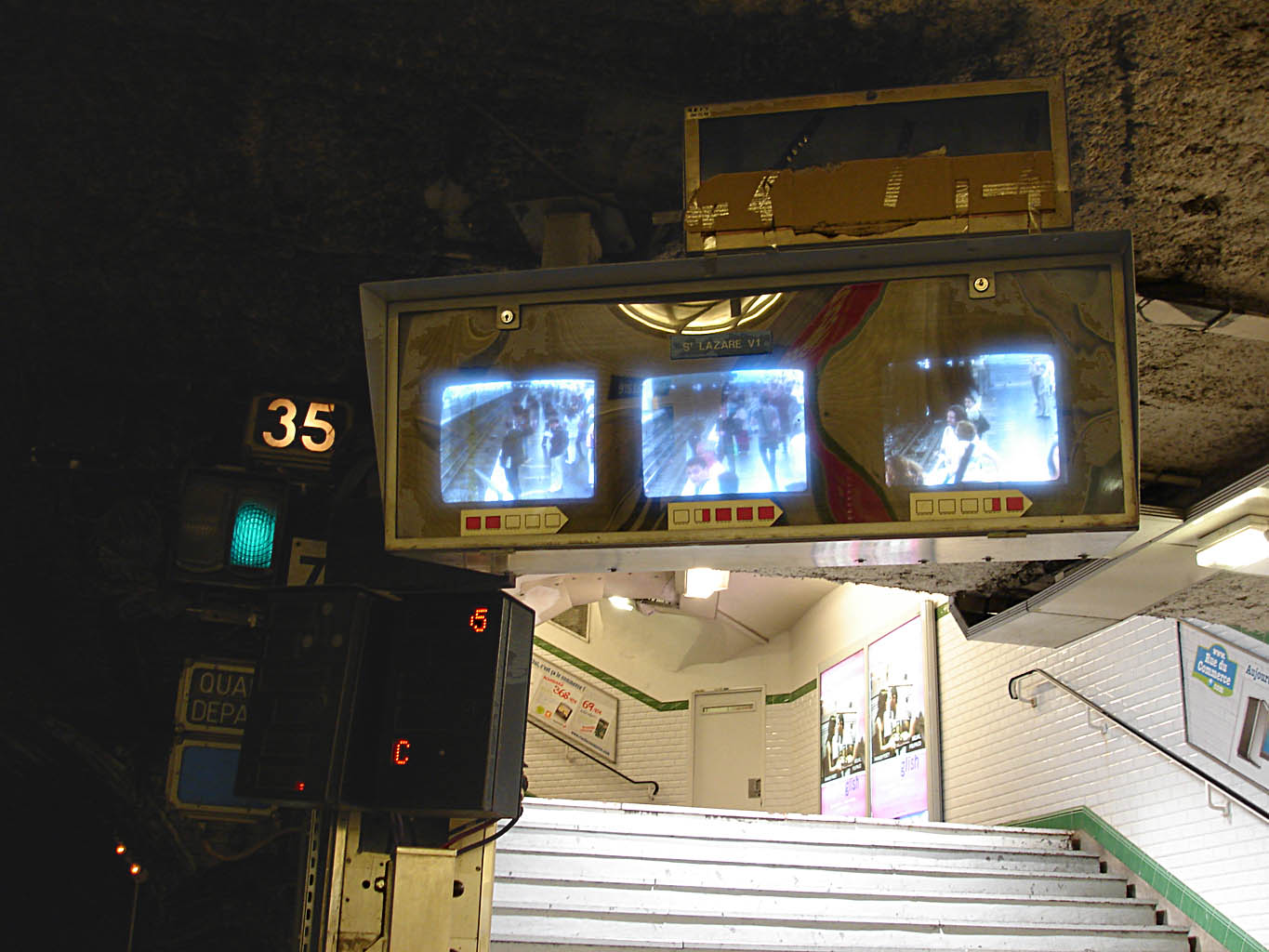
Signalisation de manœuvre et d'espacement (Z) en station avec le TIV 35 et le signal passant vert.

Chaque ligne est découpée en tronçons, appelés cantons, relativement courts et protégés par des feux qui, en conduite normale, ne doivent pas être franchis lorsqu'ils sont au rouge. Sur les voies principales, c'est-à-dire sur des voies empruntées en service commercial avec des voyageurs, il doit toujours y avoir deux signaux au rouge, c'est-à-dire un canton libre, entre chaque train.
Les feux peuvent être de deux types :
- d'espacement, s'ils servent uniquement à garantir l'intervalle de sécurité entre deux trains ;
- de manœuvre, si, en plus de garantir cet intervalle, ils protègent des appareils de voie.

Les signaux d'espacement peuvent être placés en entrée de station (repère E pour Entrée), en sortie de station (pas de repère), ou en interstation (repère I pour intermédiaire). Ces signaux possèdent deux à quatre optiques circulaires et accolées.
Les signaux d'entrée E possèdent généralement un feu rouge et un feu vert, mais certains signaux placés à l'entrée des stations à forte affluence possèdent un troisième feu de couleur jaune ; ils sont alors nommés signaux d'entrée permissifs. Ils permettent de laisser entrer un train en station alors que le précédent n'a pas totalement dégagé son canton, moyennant le respect d'un TIV « Signal au jaune XX » (XX étant la vitesse, en km/h, à respecter).
Les signaux intermédiaires I possèdent systématiquement un feu rouge et un feu vert. Ils sont numérotés séparément pour chaque interstation de la ligne. S'il n'y a qu'un seul signal intermédiaire, il sera nommé I ; s'il y en a plusieurs, ils seront nommés I1, I2, etc. Certaines interstations courtes ne comportent pas de signal intermédiaire : on y trouve alors uniquement le signal de sortie de la première station, puis le signal d'entrée de la deuxième station.
Certains signaux intermédiaires ont un fonctionnement particulier. Le signal avancé est systématiquement associé à un signal d'entrée permissif à trois feux. Il a la particularité de ne pas se fermer au passage d'un train, mais seulement à la fermeture du signal d'entrée auquel il est associé. Il agit donc comme un répétiteur. Le repère de ce signal comporte un point (exemple : I2.) Le signal à déblocage anticipé précède le signal avancé et a simplement pour particularité de s'ouvrir plus rapidement qu'un signal intermédiaire classique. Le repère de signal ne comporte aucune indication.
Les signaux de sortie sont placés en sortie de station sur les voies principales. Ils peuvent être asservis à la commande d'un service provisoire et ont deux ou trois optiques :
- rouge et vert en signalisation classique ;
- rouge, vert et jaune clignotant en signalisation latérale simplifiée sur les lignes équipée d'OCTYS.

Les signaux de manœuvre sont placés à proximité de zones comportant des appareils de voie. Ils peuvent être rencontrés en entrée et en sortie de station, en interstation, mais aussi sur des voies secondaires, c'est-à-dire sur des voies non empruntées par les trains en service commercial (voies de garage, de raccordement ou d'évitement). Ces signaux possèdent deux à trois optiques rectangulaires juxtaposées.
Leur dénomination varie selon leur emplacement. En ligne, on trouvera généralement des signaux M en entrée de station et des signaux Z en sortie de station. Toutefois, ces signaux peuvent avoir n'importe quelle lettre comme repère à l'exception des lettres S, I et E pour éviter toute confusion avec un signal d'espacement.
Les signaux répétiteurs sont utilisés dans le cas où la visibilité ne permet pas au conducteur d'aborder un signal d'arrêt à une vitesse adaptée pour le respecter,. Si le signal répété est un signal à trois feux, le jaune est doublé (deux feux jaunes si le feu suivant est au jaune). Lorsqu'un répétiteur de signal de manœuvre est au jaune, le conducteur doit le « vigiler », en actionnant un bouton en cabine. Cette action indique au train qu'il a bien pris en compte l'information de fermeture du prochain signal. Dans le cas contraire, le système de détection de franchissement des signaux déclenche l'arrêt automatique du train.
Les signaux d'espacement peuvent également être combinés à des répétiteurs. Dans ce cas, on y ajoute un feu jaune si le signal à répéter compte deux feux, et deux feux jaunes si le signal à répéter est un signal à trois feux. Ils sont désignés I+R s'ils protègent un signal d'espacement, et I+Rx s'ils protègent un signal de manœuvre (x étant le repère du signal de manœuvre répété). Leur fonctionnement combine signal d'espacement et répétiteur : un feu vert signifie que les deux signaux sont ouverts, un feu jaune indique que le signal répété est fermé, deux feux jaunes indiquent que le signal répété est au jaune (dans le cas d'un signal à trois feux), et un feu rouge indique l'arrêt.
Enfin, on peut trouver des signaux d'espacement repérés seulement par un chiffre, surnommés « overlap » (chevauchement). Ceux-ci équipent les voies utilisées pour effectuer la manœuvre de changement de voies principales dans certains terminus et sont systématiquement précédés d'un répétiteur.

### La signalisation de manœuvre

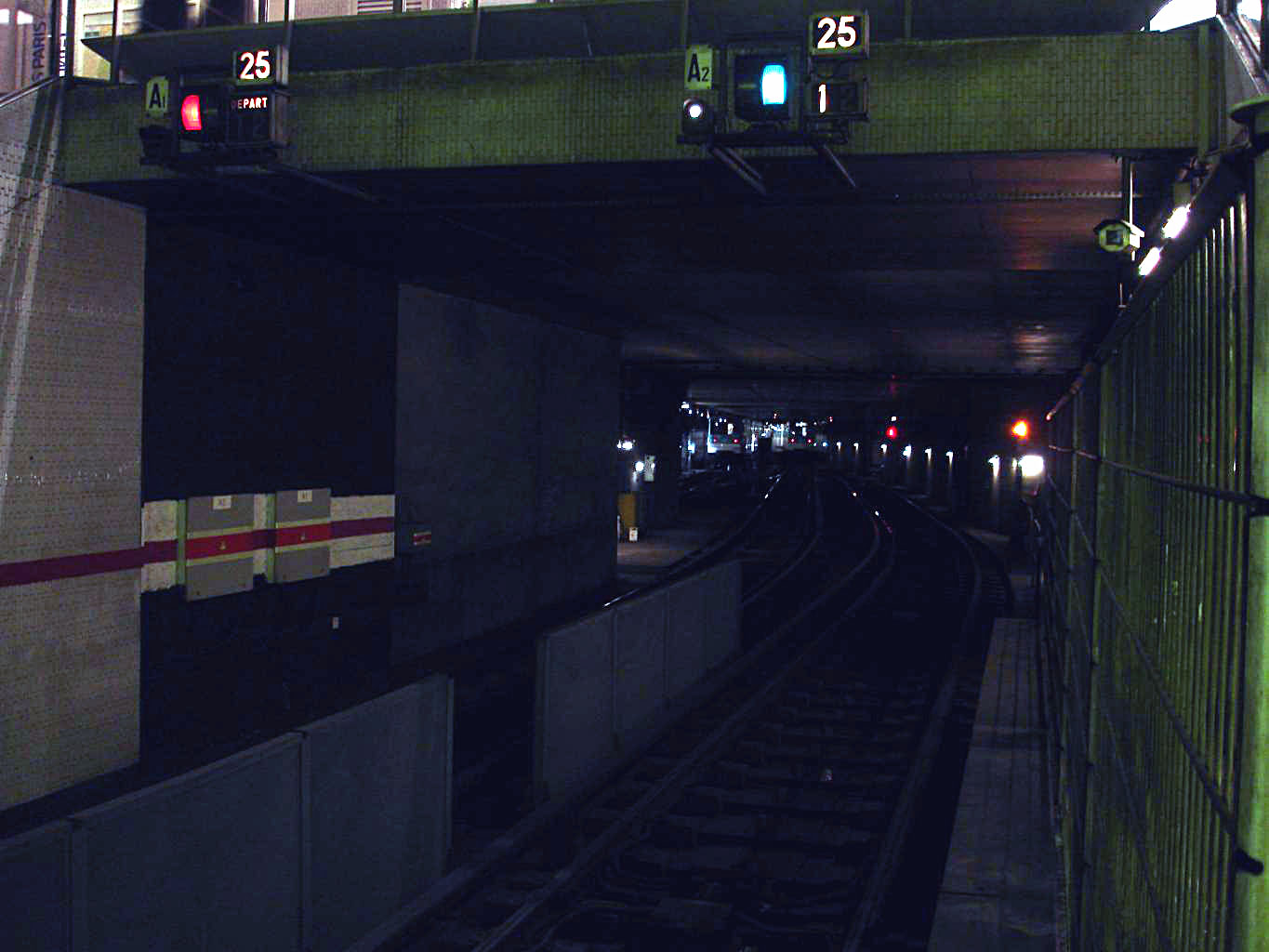
Signalisation de manœuvre aux abords des positions de garage de la station Bobigny - Pablo Picasso.

La signalisation de manœuvre est implantée au niveau des aiguillages. On peut donc la trouver :
- aux terminus, aux abords des voies de garage et des voies de retournement ;
- en ligne, aux abords des raccordements entre les lignes ;
- en ligne, aux abords de certains appareils de voies (aiguillages) destinés aux services provisoires.

Les signaux de manœuvre sont commandés par les postes de manœuvre locaux (PML), qui gèrent les positions de garage, ou bien, pour ceux situés en ligne (par exemple au niveau d'un Service Provisoire), par le PCC.
En ligne, dans le cas où ils font également office de signaux d'espacement, ils sont commandés par la circulation des trains. Les signaux protégeant des appareils de voie sont commandés :
- soit à pied d’œuvre (par la manœuvre du levier commandant l’aiguille, soit par une télécommande située généralement en station) ;
- soit par le PCC de la ligne, à distance. Dans le cas des raccordements inter-lignes, des documents internes précisent le rôle des PCC de chaque ligne, il n’y a pas de cas général.

Dans tous les cas, ils sont systématiquement précédés d'un signal répétiteur présentant deux ou trois indications. Mais dans le cas où le signal répétiteur fait également office de signal d'espacement, il peut alors présenter trois ou quatre indications : vert, rouge, jaune, ou deux jaunes si le signal concerné précède un signal de manœuvre présentant trois feux.

### Lignes à conduite automatique intégrale

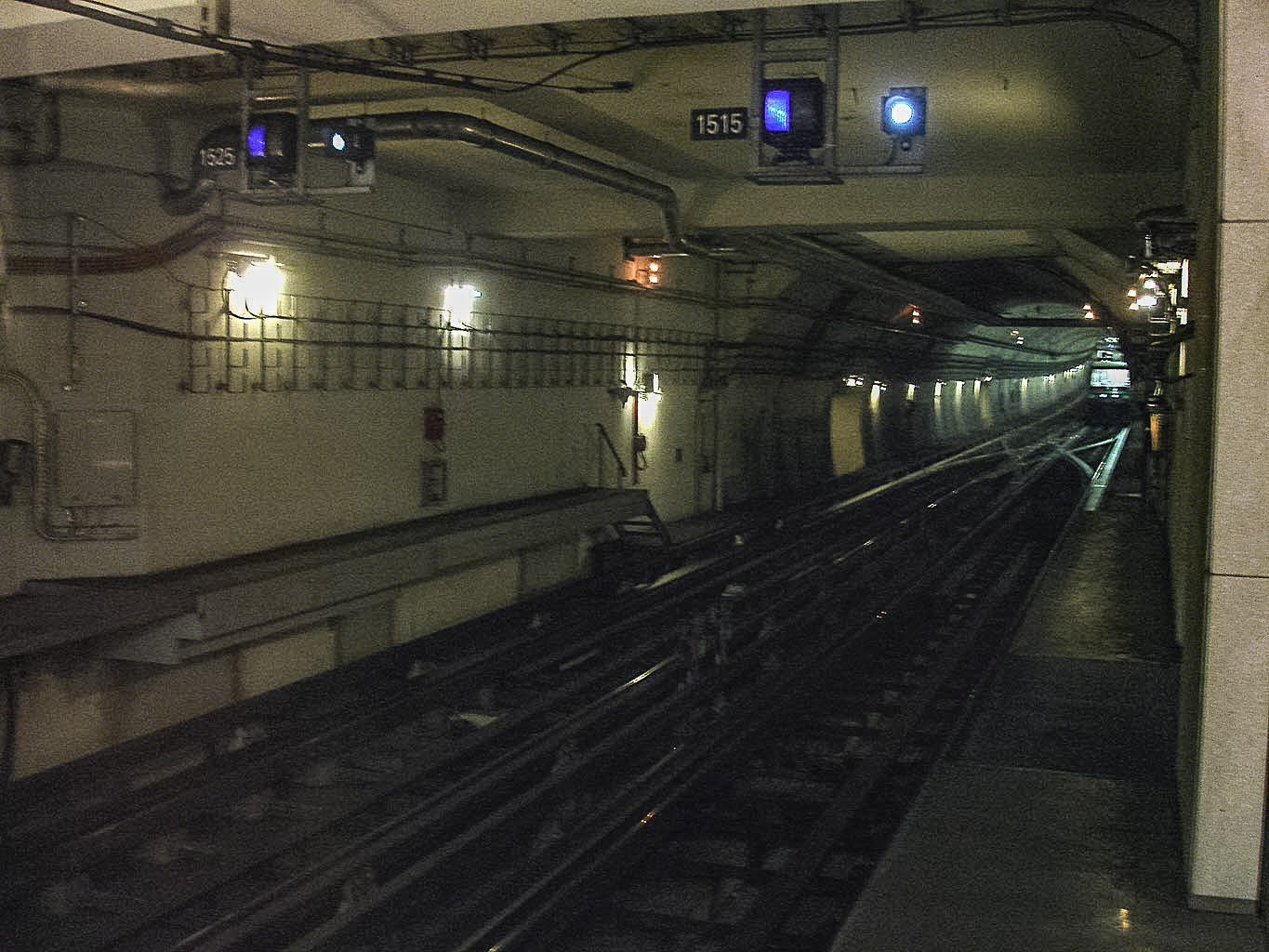
Signalisation classique originelle de la ligne 14 avec les signaux fermés violets et l'ILADS d'origine sous forme de feu blanc.

Sur les lignes automatiques, 1, 4 et 14, le cantonnement conçu pour le SAET superpose à un découpage classique en cantons fixes, protégés par une signalisation latérale, un second découpage en cantons dits « virtuels », utilisés par les trains automatiques. La signalisation visible est donc spécifique et minimaliste puisqu'elle n’est pas utilisée en fonctionnement normal. Ce découpage en cantons virtuels permet de descendre à un espacement théorique de 75 secondes entre les trains. Les trains automatiques ne tiennent pas compte de la signalisation latérale.
Pour les trains non automatiques, l'ensemble des cantons virtuels du canton classique où se trouve le train sont occupés. Pour les trains équipés du SAET, seul le canton virtuel est occupé ; le reste du canton fixe est considéré comme libre.
Les seuls signaux qui subsistent sont donc les signaux d'espacement (optiques rondes) du cantonnement classique et ceux de manœuvre (optiques rectangulaires) destinés aux trains à conduite manuelle. Ces signaux sont relativement éloignés, les optimisations avec des cantons courts et des signaux de répétition étant inutiles en fonctionnement automatique intégral où les cantons fixes de la ligne ne sont pas utilisés. Le principe d'utilisation des cantons fixes est similaire à celui en vigueur sur les lignes non automatiques du métro.
Sur la ligne 14, ces signaux sont initialement composés de deux types de feux, les feux verts autorisant le train à conduite manuelle sur le prochain canton ou à franchir l'appareil de voie, et les feux violets équivalant à un signal d'arrêt sur les lignes à conduite manuelle. Un feu violet, s'il est allumé, ne pourra être franchi en mode manuel sans autorisation du poste de commande centralisé (PCC).
Lors du renouvellement de la signalisation de la ligne, dû au prolongement au nord vers Mairie de Saint-Ouen, les signaux violet ont été remplacés par de plus traditionnels signaux rouge,.

### Signaux d'espacement
Les signaux d'espacement permettent d'empêcher deux trains de se retrouver sur le même canton ou qu'un second train pénètre dans une station où une rame est à quai.
Ces signaux sont repérés de la manière suivante :
- pas de repère : signal implanté en sortie de station ;
- repère I (pour Intermédiaire) : signal implanté dans une inter-station, s'il y en a plusieurs alors ils sont successivement nommés I1, I2, etc.
- repère E (pour Entrée) : signal implantée en entrée de station.

| Sortie de station | Inter-station | Entrée de station | Description |
| ----------------- | ------------- | ----------------- | --- |
|                   |               |                   | Feu rouge : la voie ou le canton est occupé, le signal impose l'arrêt. |
| Inexistant        | Inexistant    |                   | Feu jaune : signal placé à l'entrée des stations les plus fréquentés pour fluidifier le trafic. Le train peut entrer en station dès que le précédent a complètement dégagé le quai et que le signal de sortie est au rouge. Cet aspect n'existe que si le signal d'entrée est à trois feux. |
|                   |               |                   | Feu vert : la voie ou le canton est libre, le signal autorise le passage. |

### Signaux de manœuvre
Les signaux de manœuvre sont implantés avant les appareils de voies (communications, bifurcations ou jonctions) qu'ils protègent. En outre, ils assurent le cas échéant la fonction de signal d'espacement, en particulier quand ils sont implantés en sortie de station ou en interstation.
Ils se différencient des autres signaux par la forme rectangulaire de leurs optiques.
Ces signaux sont accompagnés d'un repère :
- repère M : signal rencontré en interstation (débouché d'un raccord par exemple), en entrée ou en sortie de station ;
- repère Z : signal de départ d'un terminus ou de sortie de station si celle-ci constitue un terminus intermédiaire (durant une exploitation partielle). En terminus, ce signal est asservi aux systèmes de régulation et ne s'ouvre qu'à l'heure du départ du train ;
- toutes les autres lettres, à l'exception des lettres S, I et E, peuvent être utilisées : leur signification peut alors varier selon leur endroit d'implantation.

La lettre ou le chiffre placé après le repère du signal indique le numéro de la voie sur laquelle il est situé (exemple : Z2 pour un signal de sortie de station situé sur la voie 2, KA pour un signal protégeant la voie de garage A).
| Protection d'aiguille prise en talon | Protection d'aiguille prise en pointe | Description |
| ------------------------------------ | ------------------------------------- | --- |
|                                      |                                       | Feu rouge : la voie est occupée ou l'itinéraire n'est pas tracé, le signal impose l'arrêt. |
| Inexistant                           |                                       | Feu rouge clignotant : le signal est équipé d'un bouton de commande qui, une fois déclenché et mis au rouge clignotant, peut être franchi en marche à vue pour rejoindre une voie de garage partiellement occupée par un ou plusieurs trains. Une étoile est ajoutée au repère des signaux équipés de ce dispositif. |
| Inexistant                           |                                       | Feu rouge, œilleton allumé : la voie est occupée et l'itinéraire est tracé, le signal impose l'arrêt. |
| Inexistant                           |                                       | Feu jaune : dans le cas général, le signal annonce que la voie est libre et l'aiguille prise par la pointe est en position déviée ; le train va donc changer de voie. Certains signaux présentant cet aspect ne précèdent néanmoins aucune aiguille. Dans tous les cas, il doit être franchit à la vitesse indiquée sur le tableau indicateur de vitesse associé indiquant « Signal au jaune xx km/h » où xx représente la vitesse à ne pas dépasser et ce jusqu'au TIV suivant ou point d'arrêt en station. En l'absence de TIV, la vitesse est de 10 km/h. |
|                                      |                                       | Feu vert : la voie est libre, sans changement de voie le cas échéant, le signal autorise le passage. |

#### Cas particulier des signaux de départ en terminus
Les signaux de manœuvre repérés par la lettre Z en terminus sont asservis aux systèmes de régulation du mouvement des trains.
Leur ouverture est conditionnée au respect de l'heure de départ du train par rapport à son horaire théorique.
L'ouverture d'un signal Z de terminus est annoncée :
- 15 secondes avant l'ouverture par un signal sonore continu ;
- ou au moment de l'ouverture par une voix annonçant « prochain départ quai… ».

### Signaux de répétition
En raison des caractéristiques du réseau, la visibilité des signaux ne permet pas au conducteur d'aborder certains d'entre eux à une vitesse adaptée, notamment dans les courbes. Cette situation provoque un risque accru de franchissement intempestif d'un signal commandant l'arrêt et donc un risque de sécurité.
Afin de résoudre ce problème, les signaux peuvent être répétés en amont afin que le conducteur puisse adapter sa vitesse. Le répétiteur annonce ainsi au conducteur l'aspect du signal qu'il répète, mais qu'il ne perçoit pas encore.
Bien que de forme similaire, un répétiteur ne doit pas être confondu avec un signal d'espacement.

#### Répétiteur de signal d'espacement
Les répétiteurs des signaux d'espacement sont accompagnés par un repère R (pour Répétition).
Les signaux de répétition des signaux d'espacement intermédiaire ou d'entrée de station peuvent présenter deux aspects en fonction de celui qu'ils annoncent.
| Aspect du répétiteur | Aspect du signal d'espacement répété | Description |
| -------------------- | ------------------------------------ | --- |
|                      |                                      | Feu jaune : le signal répété présente une indication d'arrêt (feu rouge), le conducteur doit adapter sa vitesse et s'apprêter à s'arrêter. |
|                      |                                      | Feu vert : le signal répété présente le feu vert.                                                                                          |

#### Répétiteur de signal de manœuvre
Les répétiteurs des signaux de manœuvre sont accompagnés par un repère RX
Y, x étant le repère du signal répété et y son indice (RM
1 pour M
1 par exemple).
Les signaux de manœuvre présents sur voies principales sont systématiquement répétés, quelles que soient leurs conditions de visibilité.
Les signaux de répétition des signaux de manœuvre peuvent présenter trois aspects en fonction de celui qu'ils annoncent.
| Aspect du répétiteur | Aspect du signal de manœuvre répété | Description |
| -------------------- | ----------------------------------- | --- |
|                      | ou                                  | Feu jaune : le signal répété présente une indication d'arrêt (feu rouge), le conducteur doit adapter sa vitesse et s'apprêter à s'arrêter. |
|                      |                                     | Double feu jaune : le signal de manœuvre répété présente le feu jaune (franchissement par la pointe d'une aiguille en position déviée). Le conducteur doit adapter sa vitesse pour prendre en compte le tableau indicateur de vitesse « Signal au jaune » associé au signal de manœuvre répété. Cet aspect n'existe que si le signal de manœuvre répété est à trois feux. |
|                      | ou                                  | Feu vert : le signal répété présente le feu vert. |

### Signaux combinés

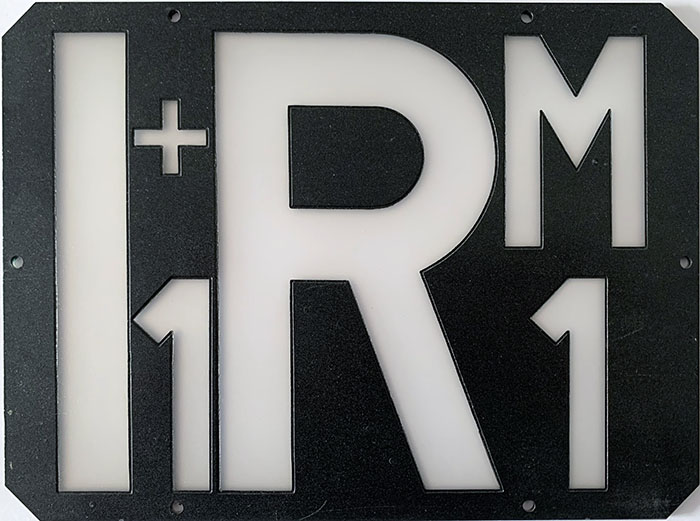
Plaque repère de signal combiné « I+R ».

Les signaux combinés ont une double fonction : ils sont à la fois signaux d'espacement et de répétition. Ils sont généralement présents dans les longues courbes, le signal d'espacement protège l'entrée de la courbe et la répétition sa sortie.
Ces signaux sont accompagnés d'un repère :
- repère I+R (pour Intervalle+Répétition) : signal d'espacement répétant un autre signal d'espacement ;
- repère I+Rx (pour Intervalle+Répétition, x étant le repère du signal répété) : signal d'espacement répétant un signal de manœuvre.
- repère S+Rx (pour Sortie+Répétition, x étant le repère du signal répété) : signal d'espacement répétant un signal de manœuvre.

Comme pour les signaux d'espacement classiques implantés en inter-station, s'il y a plusieurs signaux intermédiaires ils sont successivement nommés I1+Rx, I2+Rx, etc.
| Répétition d'un signal d'espacement | Répétition d'un signal de manœuvre | Description |
| ----------------------------------- | ---------------------------------- | --- |
|                                     |                                    | Feu rouge : le signal d'espacement impose l'arrêt. |
|                                     |                                    | Feu jaune : le signal d'espacement autorise le passage, mais le signal répété présente le feu rouge et impose l'arrêt. |
| Inexistant                          |                                    | Double feu jaune : le signal d'espacement autorise le passage, le signal de manœuvre répété présente le feu jaune, passage sur une aiguille en position déviée. Cet aspect n'existe que si le signal de manœuvre répété est à trois feux. |
|                                     |                                    | Feu vert : le signal d'espacement autorise le passage et le signal répété présente le feu vert. |

### Le signal permanent d’arrêt

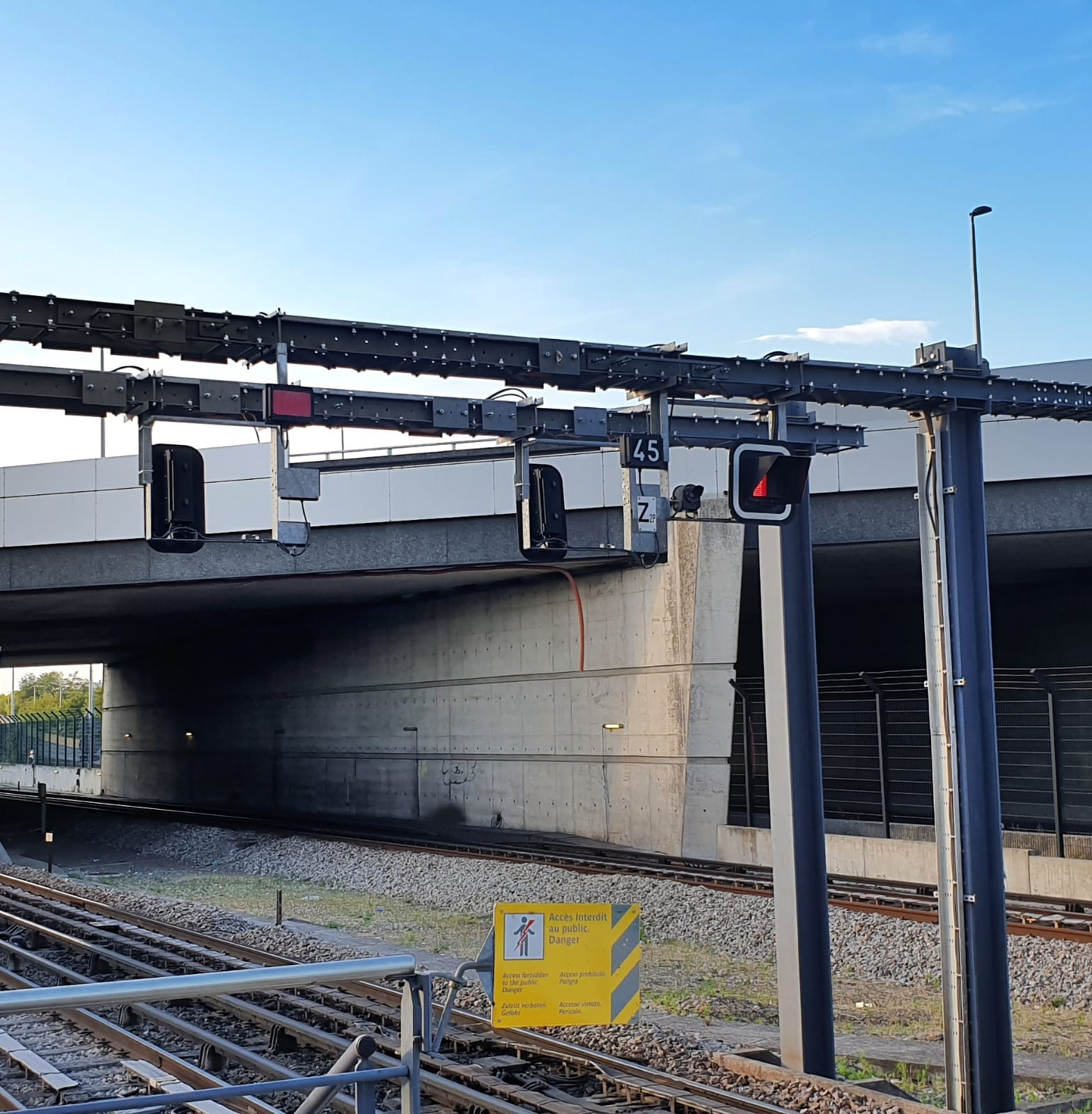
Signal permanent d'arrêt (à gauche) et signal de manœuvre à deux feux de sortie, à la station Pointe du Lac.

Les signaux permanents d'arrêt, que l’on trouve à proximité de zones de manœuvres, qu’elles soient en ligne ou dans un terminus, ont pour objet de protéger des obstacles, en particulier, aux extrémités des voies en impasse ou d'interdire certains itinéraires.
Ces signaux se présentent sous la forme d’un feu de forme rectangulaire et ne sont pas équipés de repère. Ils présentent en permanence un feu rouge.
Si un signal de ce type est éteint ou présente un feu blanc (verre cassé), il doit être considéré comme présentant un feu rouge et être doublé par un signal à main d'arrêt.
Les signaux permanents d'arrêt qui ne sont pas situés à l'extrémité d'une voie en impasse sont assimilables à des signaux de manœuvre présentant un feu rouge et les règles concernant ces derniers leur sont applicables, notamment, en ce qui concerne leur franchissement soumis à une autorisation expresse, codifiée et à usage unique délivrée par le PCC en cas de nécessité.

## Les indicateurs
Outre les signaux d'espacement et de manœuvre, le conducteur dispose d'un certain nombre d'indicateurs complémentaires.

### Zone à visibilité réduite

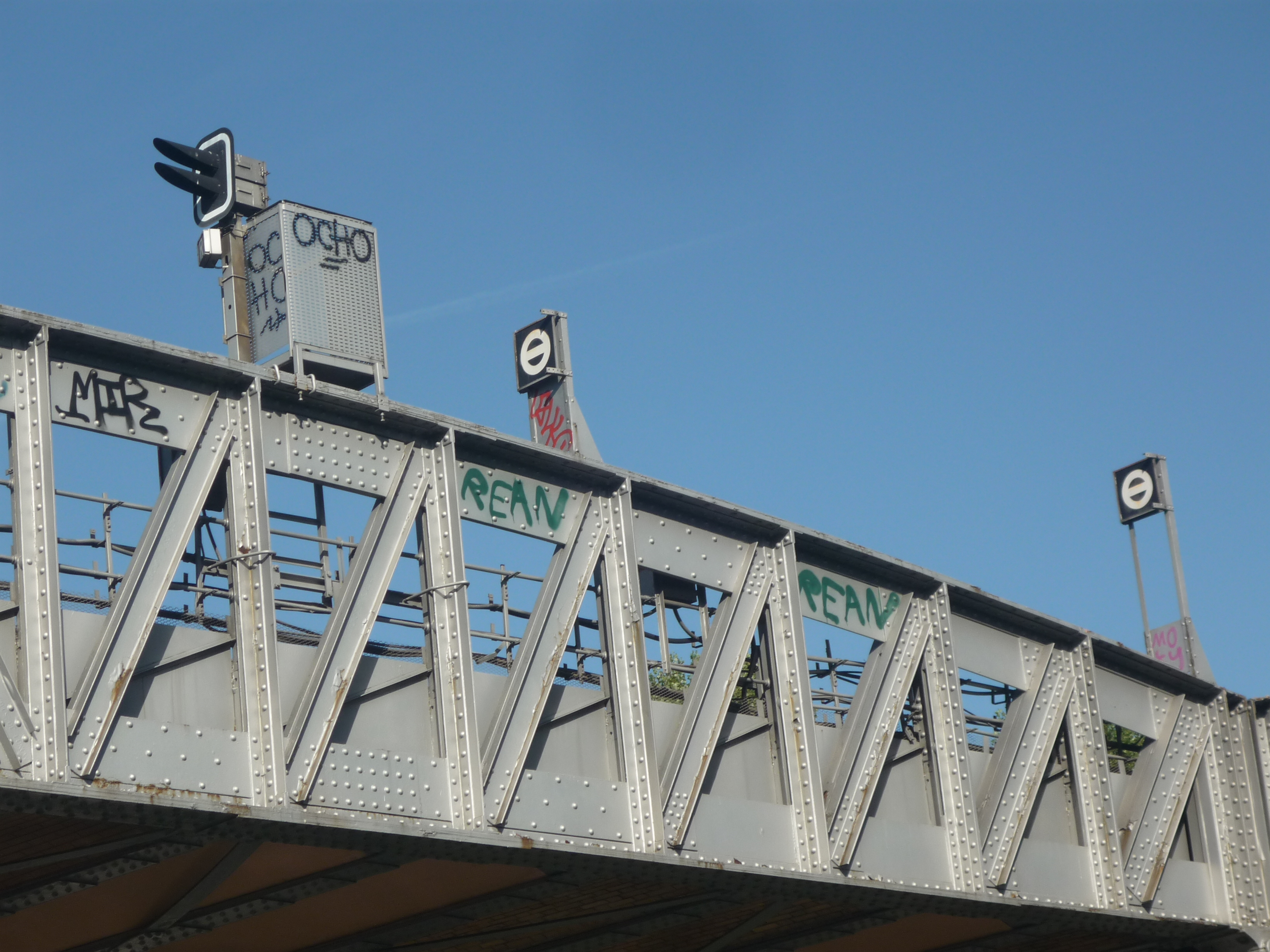
Mirlitons positionnés sur une partie en viaduc de la ligne 2.

Les tunnels et viaducs créent parfois des zones où la visibilité est réduite. Dans un tunnel, ces zones sont indiquées à l'aide de repérages peints sur ses piédroits, comprenant :
- des bandes noires et blanches indiquant le début de zone à visibilité réduite ;
- des mirlitons noirs et blancs ensuite répartis à intervalles réguliers le long de la zone à visibilité réduite ;
- des bandes noires et blanches indiquant la fin de zone à visibilité réduite.

Sur les parties en viaduc, ces repérages sont installés sur les structures métalliques latérales du tablier supportant la voie.
Cet indicateur se retrouve généralement dans les courbes serrées.

### Tableau indicateur de vitesse (TIV)
Les tableaux indicateurs de vitesse sont constitués de chiffres blanc sur fond noir.
Ils servent à indiquer la vitesse maximale autorisée. On peut les trouver en voie ou associés à un signal de manœuvre s'ils précèdent un appareil de voie.
Le tableau « Signal au jaune » signifie que si un signal de manœuvre ou d'entrée de station est au jaune, c'est la vitesse indiquée par le tableau, ici 20 km/h, qui doit être observée.

### Indicateur d'alimentation en courant de traction
L'indicateur d'alimentation en courant de traction est constitué de petits carrés éclairés blanc sur fond noir formant généralement un « + ».
La barre verticale, qui permet de former une croix, représente l'alimentation des voies en courant de traction. Dans le cas où le courant de traction est coupé (à la suite d'un incident électrique, par exemple), l'indicateur affiche alors un « - » permettant d'indiquer au conducteur l'absence de courant de traction.
Cela peut être constaté à proximité de l'aiguillage en sortie de la station Maison Blanche. Après le départ d'un train en direction de Villejuif ou de Mairie d'Ivry et pendant que l'aiguillage change de position, le courant de traction se coupe, faisant passer l'indicateur à « - » pendant quelques instants.

### Départ sur ordre (DSO)
Le départ sur ordre est un indicateur constitué de trois petits feux blancs disposés en triangle.
Son allumage permet de retenir les trains en station. Lorsqu'il est allumé, les trois feux qui composent le signal clignotent de façon simultanée.
Son extinction autorise le départ du train (si aucun autre signal ne vient contredire cet ordre). Généralement l'extinction de ce signal est accompagné d'un signal sonore prolongé à destination du conducteur.
Le départ sur ordre est susceptible d'être utilisé à des fins de régulation par le régulateur de la ligne en ralentissant un train (stationnement prolongé en station) ou en accélérant un train (stationnement raccourci en station). Il peut également être consécutif à la mise hors tension d'une partie ou de la totalité de la ligne, ou de la commande d'un service provisoire signalisé.

### Avertisseur d'alarme hors service (AA HS)
L'indicateur AA HS est constitué de l'inscription « AA_HS » clignotant sur fond bleu. Cet indicateur AA HS prévient le conducteur que les avertisseurs d'alarme sont hors service et par conséquent inopérants pour couper le courant de traction.

### Service de sécurité sur ordre (SSO)
En cas de dysfonctionnement de la signalisation, des procédures spécifiques, appelées « Service de sécurité » sont appliquées. On distingue deux catégories de services de sécurité :
- le service de sécurité simple (SS) ;
- le service de sécurité sur ordre (SSO).

Le SS est établi dans une interstation dans les cas suivants :
- un signal d'espacement est anormalement fermé (signal au feu rouge bien que les conditions d'ouverture soient réalisées) ;
- un signal d'espacement est « douteux » (il présente des indications contradictoires, ou bien un ou plusieurs feux sont de faible luminosité).

Dans l’interstation où est établi le SS, le conducteur applique la marche normale. Il doit s’arrêter devant chaque signal d’espacement douteux ou fermé, qu’il est autorisé à franchir. Il repart alors en « marche à vue », puis reprend la marche normale au franchissement du prochain signal ouvert, ou de la prochaine station ouverte le cas échéant.
Le SSO est établi dans une interstation dans les cas suivants :
- un signal d'espacement est éteint ;
- un signal d'espacement est anormalement ouvert (signal affichant un feu vert bien que toutes les conditions d'ouverture ne soient pas réalisées).

Le SSO peut être également établi dans une interstation à la demande des agents chargés de la maintenance de la signalisation pour entretien ou après renouvellement de rails ou de pièces de roulement des appareils de voie.
Dans l’interstation où est établi le SSO, le conducteur applique la « marche à vue ». Il doit donc rouler à la vitesse maximale de 30 km/h, sauf présence de TIV plus restrictif, ou de zone de visibilité réduite (qui impose dans ce cas une vitesse de 10 km/h).
Le conducteur, après avoir marqué l'arrêt devant chaque signal qui dysfonctionne, est autorisé à le franchir. La marche normale est autorisée au départ de la station ouverte suivante.

### Service provisoire (SP)
L'indicateur SP est constitué de l'inscription « SP » dans un bloc lumineux sur fond noir ou bleu. Cet indicateur, lorsqu'il clignote, prévient le conducteur de la mise en place d'un service provisoire à cette station, c'est-à-dire d'un terminus provisoire nécessitant le changement de direction du train.
Cette indication est complétée par deux indicateurs : « DÉPART » et « QUAI 1 » ou « QUAI 2 », à éclairage fixe, lorsque le changement de voies est effectué en amont du quai où arrive le train. L'indicateur « DEPART » précise que le train devra partir en ligne directement depuis ce quai, tandis que l'indicateur « QUAI » précise que le train doit se rendre au quai de la voie opposée. Ces indications ne sont présentes que pour des services provisoires signalisés : dans les communications à équipements simplifiés, voire non signalisés, seule une indication « SP » sur une ardoise placée en tête de quai indique la mise en place d'un service provisoire,.
Un service provisoire est la conséquence d’une interruption de circulation qui peut être imprévue (incident, mesures de sécurité, avaries matérielles) ou prévue (travaux). Afin de ne pas arrêter le trafic sur toute la ligne, la régulation met en place des services provisoires sur les portions de ligne qui peuvent être exploitées en toute sécurité et qui disposent des appareils de voie nécessaires pour le retournement des trains.
On distingue trois catégories de services provisoires (SP) :
- non signalisées : aucun signal ne protège les manœuvres, ce qui implique que des agents habilités soient présents pour poser des signaux d’arrêts à main, et pour manœuvrer l’appareil de voie. On retrouve ce type de communication à Maisons-Alfort - Stade par exemple[23] ;
- à équipements simplifiés : des signaux protègent les manœuvres, mais la manœuvre de l’appareil de voie est toujours manuelle. Des agents habilités sont toujours présents, mais leur rôle est de manœuvrer la communication et s’assurer du maintien à la fermeture des signaux encadrants. Ce type de communication, peu utilisé, peut être rencontré à Daumesnil, côté ligne 8[21] ;
- signalisée : des signaux protègent les manœuvres et autorisent la marche selon la position de l’appareil de voie. Le conducteur seul peut assurer la manœuvre, qui peut être commandée à pied d’œuvre ou par le PCC. C’est la catégorie la plus utilisée ; on la retrouve dans toutes les grandes stations pourvues de SP, notamment à Reuilly-Diderot, côté ligne 8[24].

### Indicateur lumineux d'autorisation de départ de la station (ILADS)

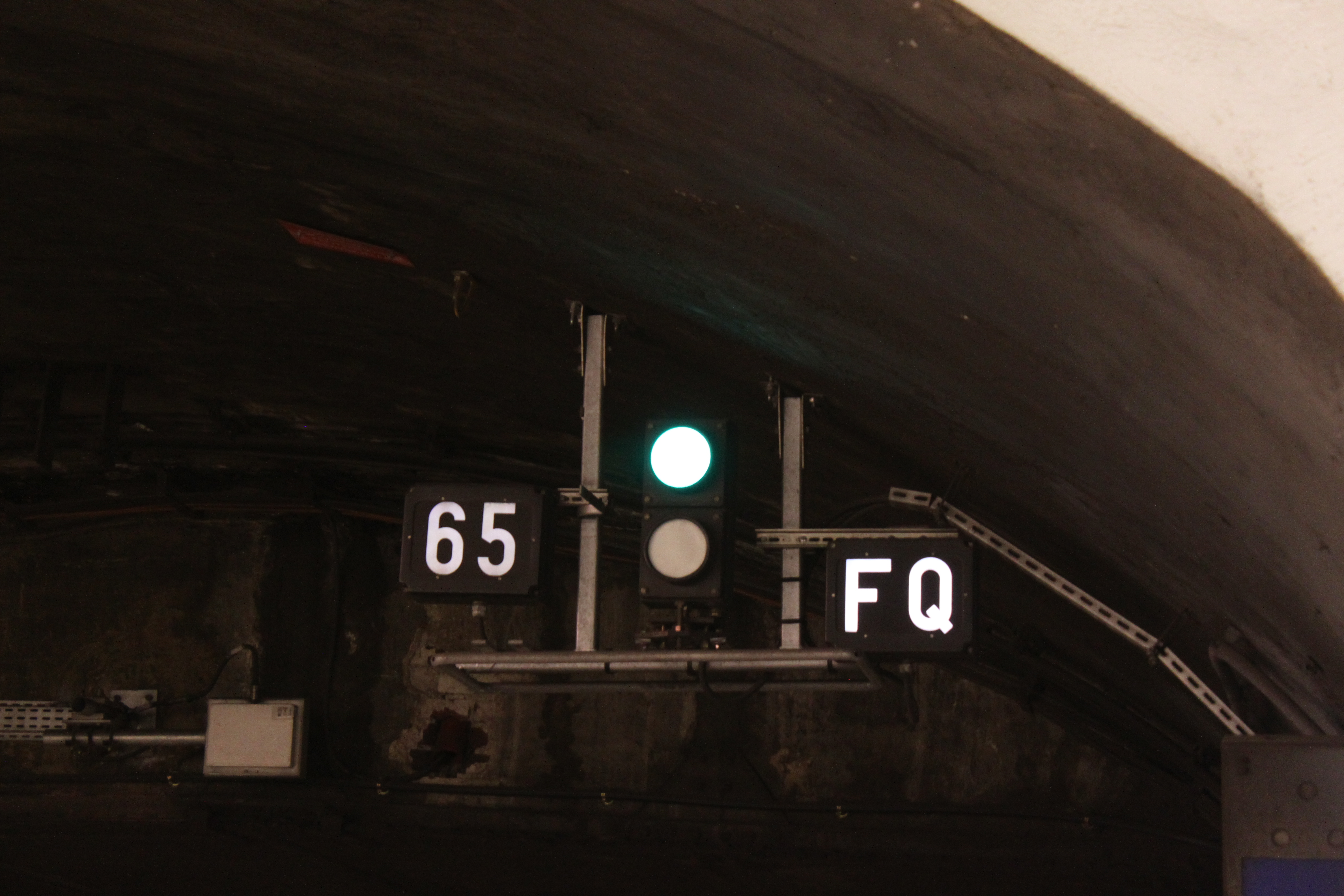
Signal ILADS « FQ » sur la ligne 1.

L'indicateur ILADS prévient le conducteur de la bonne fermeture des portes palières de la station (portes principales, portes de secours et portes d'extrémités de quai) par son allumage. De par sa nature, on ne trouve cet indicateur que dans les stations pourvues de façades de quai, c'est-à-dire les stations des lignes automatiques (ex. stations de la ligne 14) et stations des lignes manuelles pourvues de portes palières (ex. Châtillon - Montrouge ou entre Montparnasse - Bienvenüe et Place de Clichy sur la ligne 13). Sur la ligne 14, cet indicateur prenait la forme d'un feu blanc lumineux. Sur les lignes 1 et 4 désormais automatisées, l'indicateur possède un fonctionnement identique mais une apparence différente : il prend ici la forme d'un signal lumineux carré affichant les lettres lumineuses « FQ » pour « Façades de Quai ». À partir de la nuit où une porte palière est installée sur le quai, l'indicateur lumineux est mis en service.
Enfin, depuis le prolongement de la ligne 14 à Mairie de Saint-Ouen en 2020, les indicateurs ILADS ont été remplacés par les mêmes indicateurs que ceux des lignes 1 et 4.

### Indicateurs de direction
L'indicateur de direction renseigne le conducteur sur la direction qui est donnée à son train si les indications des signaux de manœuvre sont insuffisantes.
Il peut prendre, selon les cas, deux formes :
- rattaché à un signal, il se présente sous la forme d'un carré de diodes affichant le repère de la voie vers laquelle est dirigé le train (par exemple T pour le trottoir) ou 0 si le train effectue une manœuvre 0 (retournement à quai) ;
- sous forme de tableau rectangulaire, comme aux stations La Fourche et Maison Blanche en raison de la bifurcation des voies, où sont inscrites les destinations (Asnières-Gennevilliers/Saint-Denis ou Ivry/Villejuif) des différentes branches vers lesquelles le train peut être dirigé.

### Pendule de régulation ancienne génération
En tête des quais des stations importantes de la ligne se trouve un boîtier comportant quatre pendules, lettrées A, B, C et D, tel que représenté sur l'illustration au début de cet article. Ces pendules permettent au conducteur de savoir s'il est en avance, à l'heure ou en retard. Chaque lettre correspond à une période de service ; lorsqu'une rame arrive à quai, seule la pendule de la période en cours reste allumée.
| Lettre | Période de service        |
| ------ | ------------------------- |
| A      | Pointe du soir            |
| B      | Pointe du matin           |
| C      | Heures creuses en journée |
| D      | Heures creuses en soirée  |

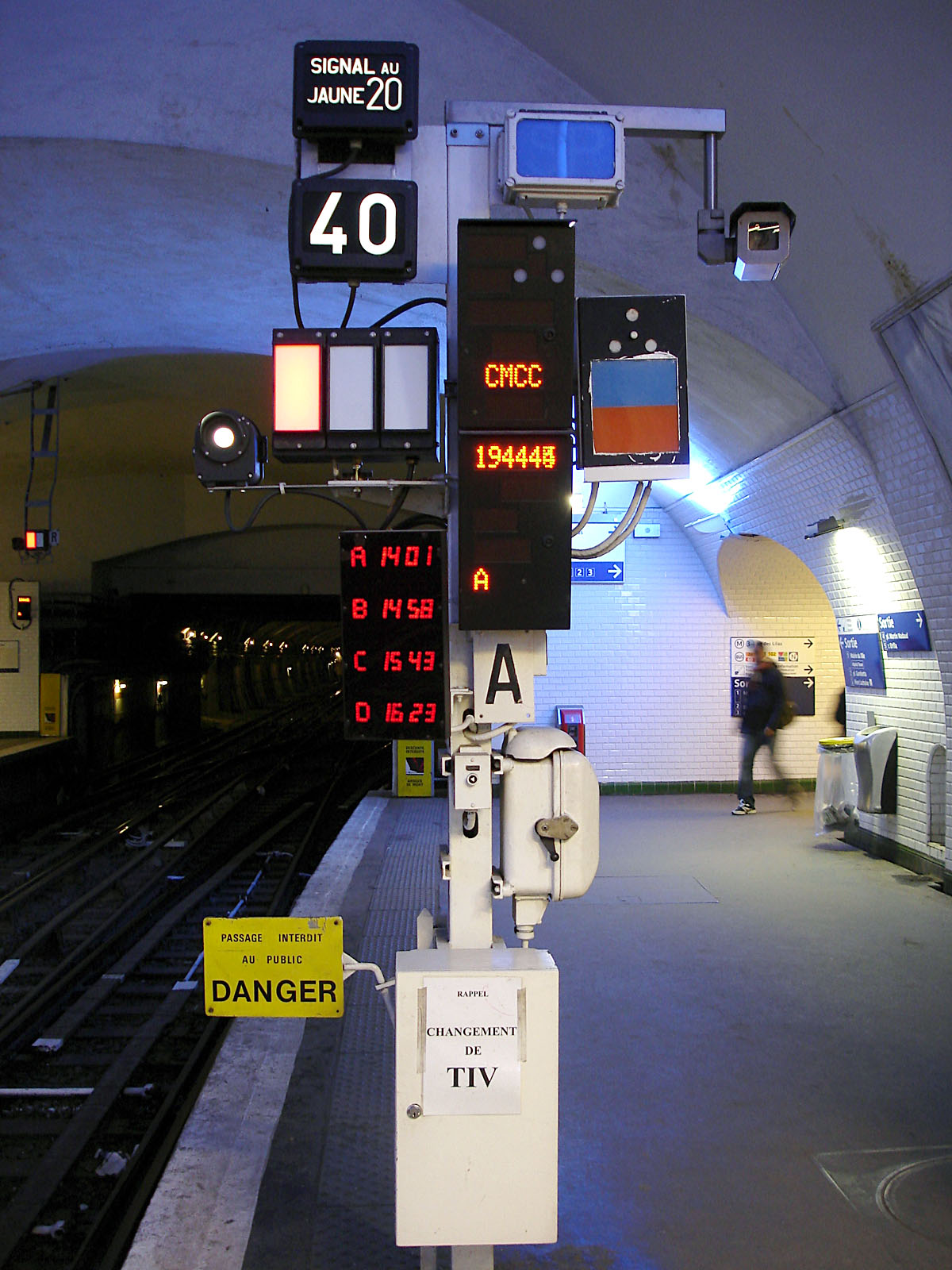
Cohabitation des deux générations d'afficheurs de quai : l'ancienne génération à gauche (caractères LCD rouges), la nouvelle génération à droite (LEDs orange) et l'ancien boîtier DSO/SSO/AAHS tout à droite.

Lorsqu'il quitte son terminus d'origine, le conducteur voit sa rame affectée d'une heure de départ (en heures, minutes et secondes, par exemple 10:05:00). Lorsqu'il arrive dans une station du parcours disposant de ce boîtier, seule l'une des pendules reste allumée et indique l'heure (en minutes et secondes) à laquelle il aurait dû quitter le terminus d'origine s'il avait roulé à vitesse normale. Si la pendule affiche une heure antérieure (par exemple 04:30), cela signifie que le conducteur circule en avance, ici de 30 secondes (à 10:04:30 au lieu de 10:05:00), et réciproquement si la pendule affiche une heure ultérieure,.
Ces pendules sont présentes uniquement sur les lignes gérées par des PCC non modernisés (lignes 2, 6, 7, 7bis, 8, 10 et en cours de remplacement sur la ligne 11).

### Indicateur de quai

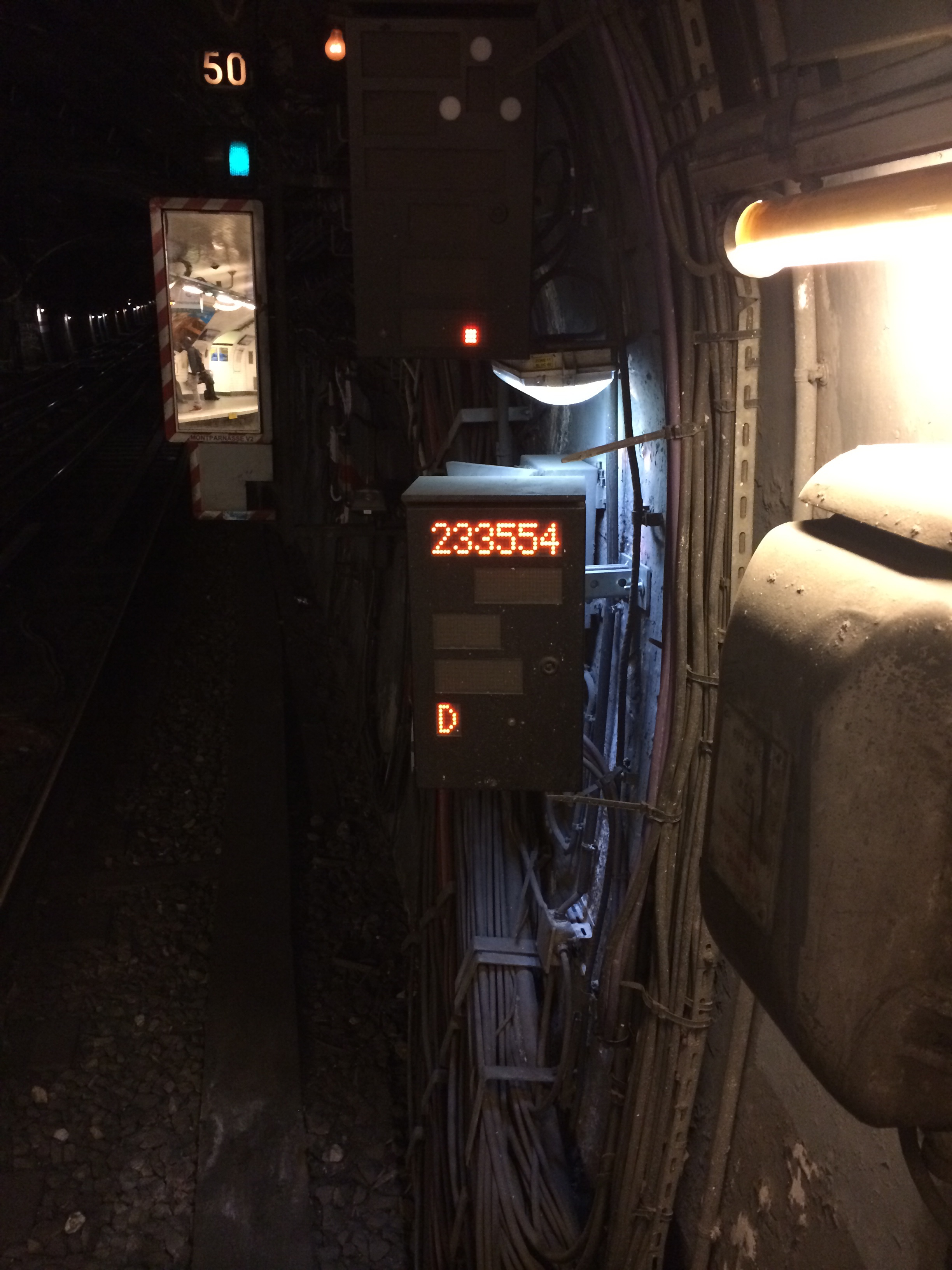
Indicateur de quai et pendule de régulation affichant la marche D.

Des indicateurs de quai (IQ) sont présents sur les lignes modernisées équipées de PCC de nouvelle génération (lignes 3, 3 bis, 4, 5, 9, 11, 12 et 13). Ils regroupent différentes informations utiles au conducteur :
- DSO, SS/SSO et AAHS, qui étaient auparavant affichées via le bloc DSO en tête de quai ;
- Personnel Sur les Voies, Conduite Manuelle, qui l'étaient via des pancartes ;
- l'avance/retard, le numéro de la rame, le numéro de service (équipe) du conducteur qui sont des nouveautés, absentes sur les anciens indicateurs.

Ces informations sont affichées de manière textuelle via des LEDs de couleur orange. Les pancartes sont néanmoins toujours présentes dans la boîte dédiée en tête de quai pour pallier une éventuelle défaillance de l'indicateur de quai.
Aux stations importantes de la ligne, l'IQ est complété par une pendule de régulation de nouvelle génération : elle affiche l'heure légale, la marche, ainsi que l'heure de départ que le conducteur doit respecter pour ne pas prendre d'avance ou de retard.

### Autres indicateurs
D'autres indicateurs peuvent parfois être visibles en bout de station et sont généralement des indicateurs provisoires :
- pancarte « Personnel sur les voies » signalant la présence d'agents sur les voies et imposant la conduite manuelle jusqu'à la station suivante. Cela peut aussi être signalé sur l'indicateur de quai sous l'acronyme « PSV » suivie de « CMCP » ou « CMCC » sur les lignes équipées, ce qui indique au conducteur de reprendre la marche de sa rame en conduite manuelle. Chaque rame s'annonce alors à ces agents en klaxonnant de façon répétée ;
- pancarte « CM » signalant l'obligation pour le conducteur de passer en conduite manuelle. Elle aussi peut être affichée sur l'indicateur de quai sous l'acronyme « CMCP » ou « CMCC » sur les lignes équipées. Cela est généralement dû à l'impossibilité d'utiliser le tapis de pilotage automatique sur la prochaine partie de voie, en raison par exemple de travaux ayant entraîné sa dépose[15] ;
- les indications SS et SSO existent aussi sous forme de pancarte en cas de défaillance du boîtier DSO ou de l'indicateur de quai censé les afficher.
- signal de TIV de chantier placé sur la voie : il impose une limitation temporaire de vitesse en raison de travaux. Il peut être :
  - soit clignotant, avec des chiffres noirs sur fond blanc, pour annoncer cette limitation (TIV à distance),
  - soit fixe, à chiffres blancs sur fond noir, pour l'exécution au droit du signal de la vitesse indiquée (TIV d'exécution),
  - le tableau blanc de forme similaire indique la fin de la zone de chantier[27].
- toute autre indication utile à l'exploitation écrite à la craie : le verso des pancartes CM et PSV est à cet effet équipé d'une ardoise.

Informations pour le conducteur
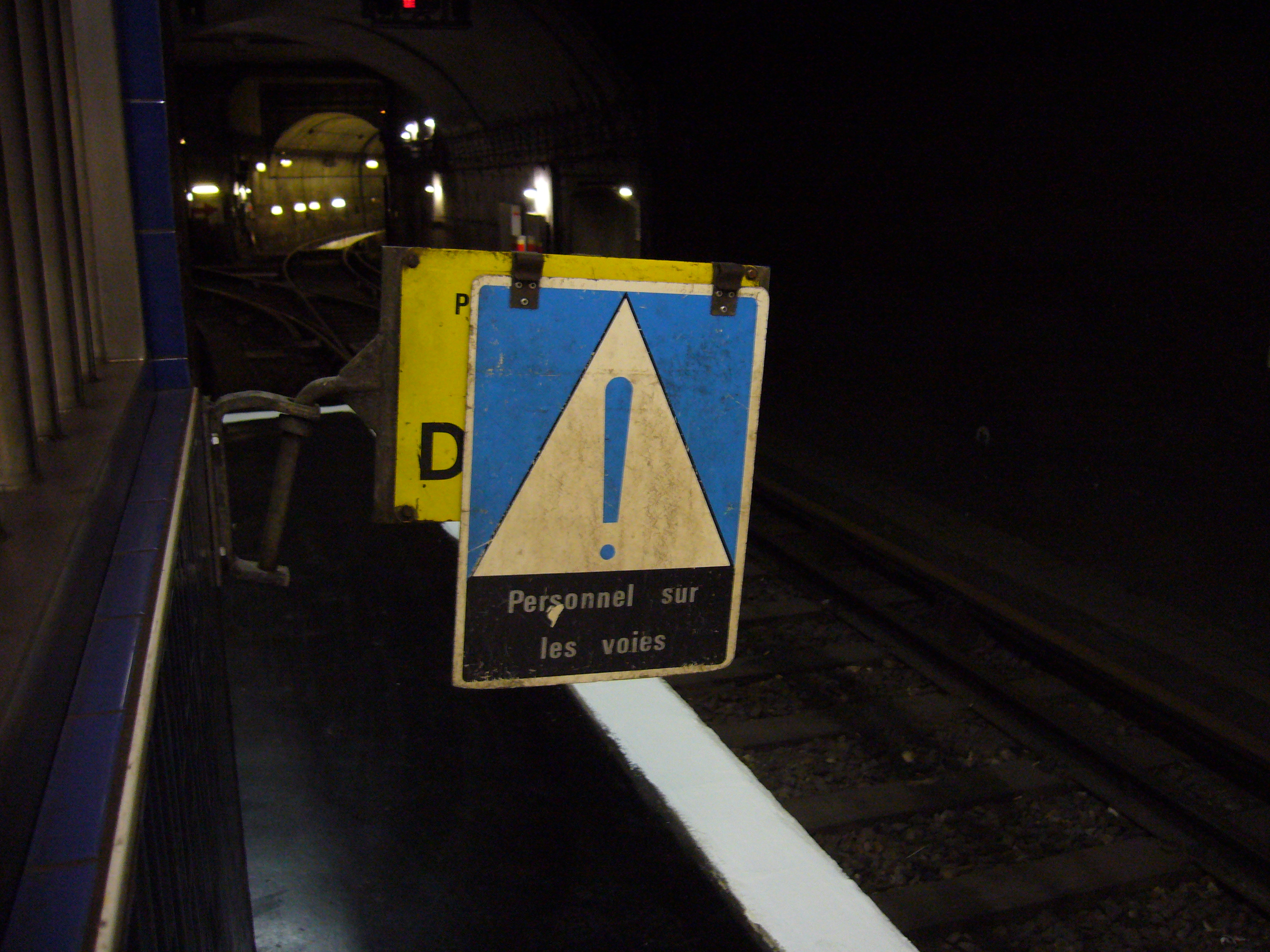
Pancarte « Personnel sur voie ».
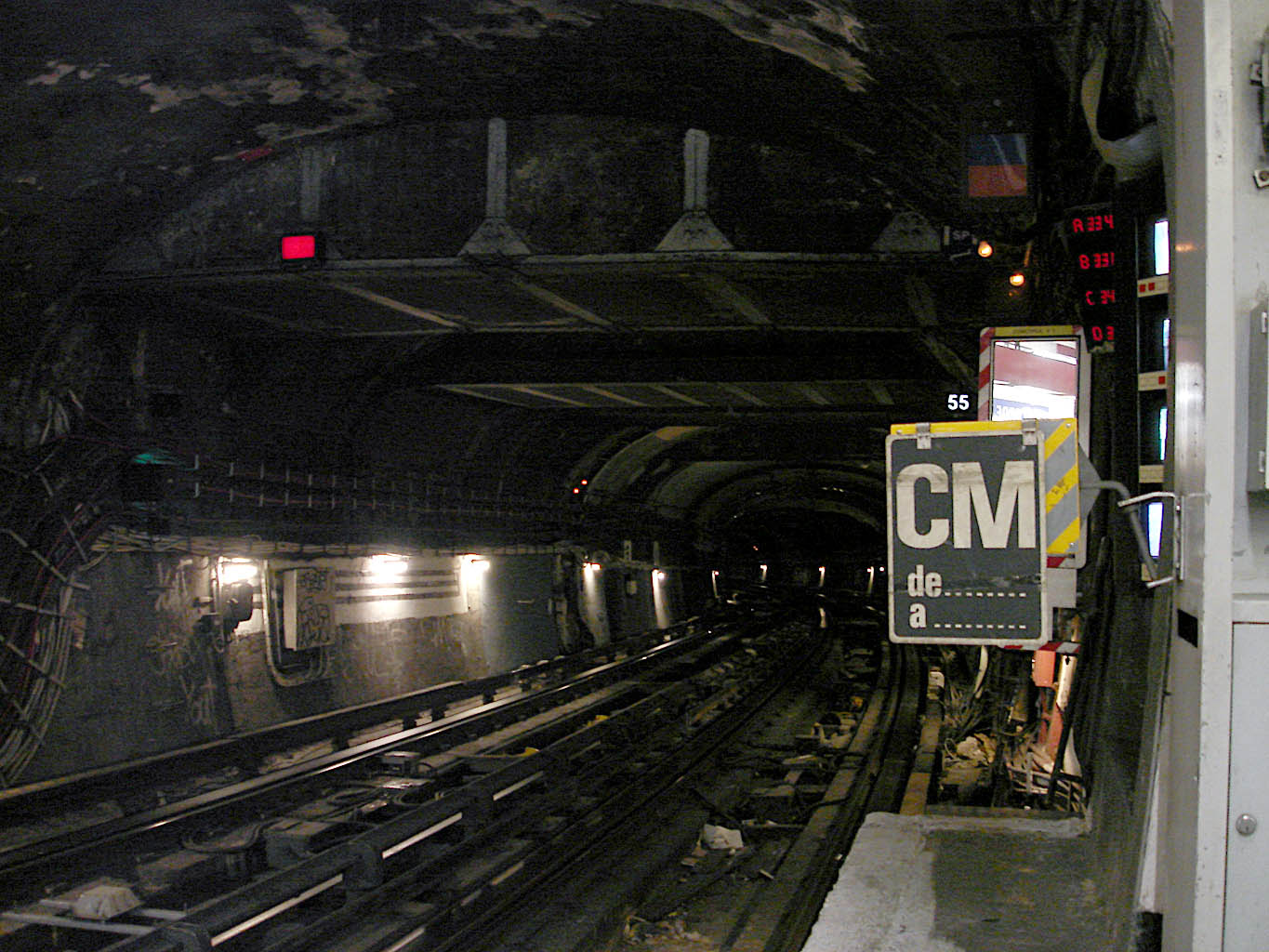
Pancarte « Conduite Manuelle » (CM).
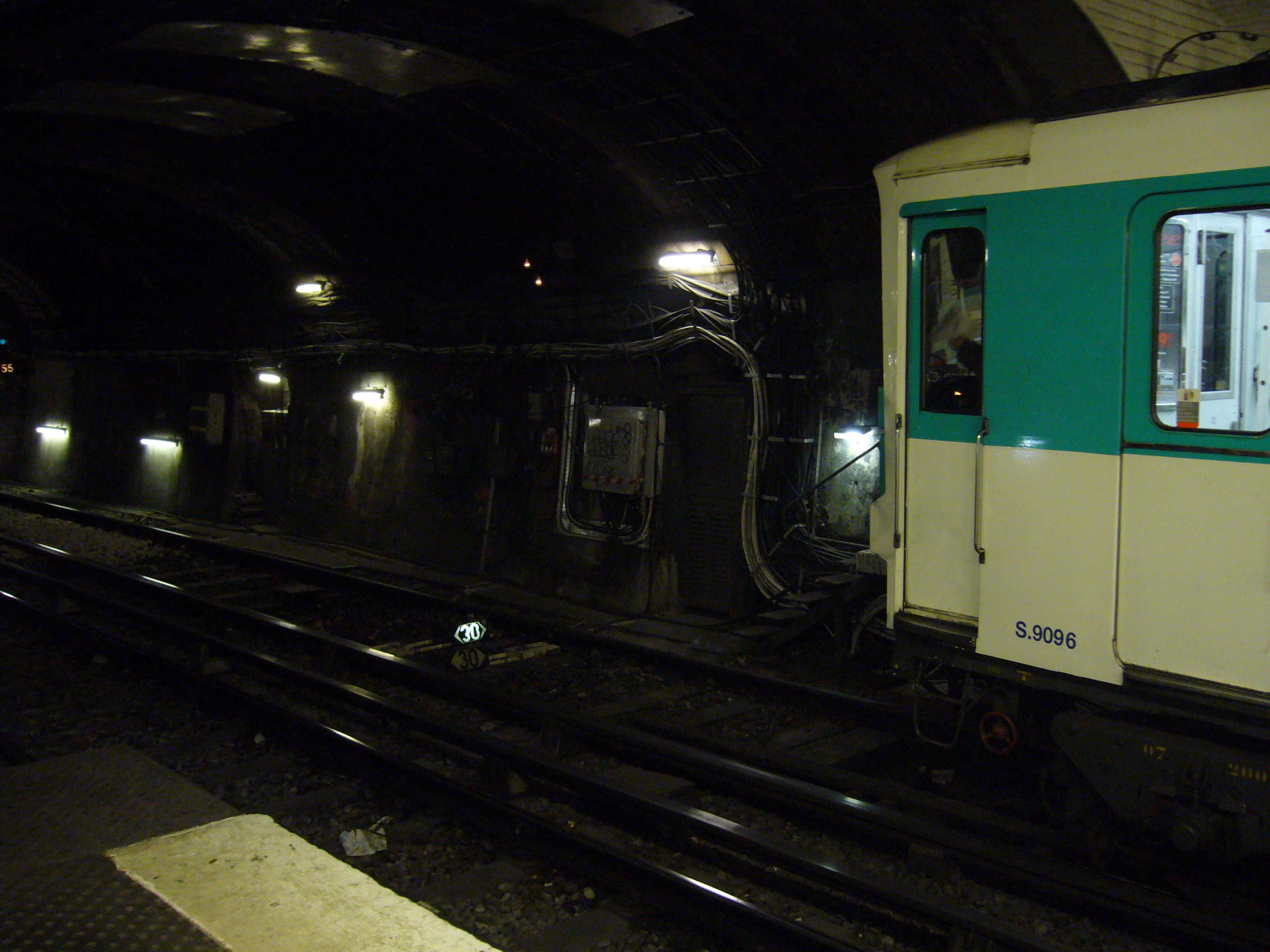
TIV de chantier placé sur la voie : limitation à 30 km/h en raison de travaux.